# 嘆きの亡霊は引退したい 〜最弱ハンターによる最強パーティ育成術〜
『嘆きの亡霊は引退したい 〜最弱ハンターによる最強パーティ育成術〜』（なげきのぼうれいはいんたいしたい さいじゃくハンターによるさいきょうパーティいくせいじゅつ）は、槻影による日本のライトノベル。2018年1月より『小説家になろう』にて連載され、2018年8月よりGCノベルズ（マイクロマガジン社）にて書籍化刊行されている。書籍版のイラストはチーコが担当。2023年6月より『カクヨム』でも連載が開始された。
「次のヒット作はこれだ！ 新作ラノベ総選挙2019」新文芸・ブックス部門（ブックウォーカー）では2位を獲得している。『このライトノベルがすごい！』単行本・ノベルス部門では2021年版で7位、2024年版で10位、2025年版で6位を獲得している。2024年9月時点でシリーズ累計部数は150万部を突破している。
メディアミックスとして、コミカライズが『カドコミ』（KADOKAWA）にて2019年4月27日より連載されている。2024年には『嘆きの亡霊は引退したい』のタイトルでテレビアニメの第1クールが10月から12月まで放送された。

## 概要
世界各地に宝物殿と呼ばれる魔宮があり、そこを探索するトレジャーハンターと呼ばれる者達が活躍する剣と魔法の世界を舞台に、黄金世代と称される有望な若手が続々と台頭した「トレジャーハンター黄金時代」の物語。
黄金世代の代表格と目される「史上最年少のレベル8」が、この物語の主人公クライ・アンドリヒ。神算鬼謀を謳われるクライが課す千の試練は、歴戦の猛者でさえ恐怖に慄く伝説と化している。
しかし、彼の得意技は土下座、そして目指しているのは引退。今日も周囲に千の試練を撒き散らし、円満引退を目指して土下座スキルを磨いていく。

## あらすじ
各部の構成は小説家になろう版に準ずる。

### 第一部（書籍版 第1巻）
帝都で騒動を起こして探索者協会に呼び出されたクライが罰ゲーム（懲罰）として受けた骨拾い（救助依頼）。だが彼自身には宝物殿で活動する力はなく、たまたまクランハウスにいた後輩ティノに丸投げする。
1人では無理と訴えるティノに件の騒動で知り合った3人のハンターを紹介して送り出すが、その後に宝物殿「白狼の巣」の異常性を知り、やむなく危険な「切り札」を持ってティノ達の後を追う。
強力な幻影との戦いで窮地に陥っていたティノ達を救い、たまたま救助対象も発見して脱出を目指すクライ一行の前に、より強力な幻影が立ちはだかり、続いて絶対的強者が姿を現す。絶対的強者を見て半狂乱となるティノを庇うクライの目の前で、怒れる絶対的強者による蹂躙が始まった。

### 第二部（書籍版 第2巻)
白狼の巣から帰還したクライに、今回の件での探索者協会から協力要請が届く。
クライはそれをクランメンバーに丸投げし、探協の支部長ガーグも加わった調査隊は「スライムっぽい」幻影の襲撃を受け、その間に事件の黒幕を取り逃がす。
一方クライは暴れたがるリィズを宥めるため安全な低レベル宝物殿に向かうが、そこで巨大ゴーレムの襲撃を受け、逃げる途中でサンドラビット研究家（通称ラビ研）と遭遇する。かみ合わない会話から戦いになりかけるが、「君たちは――世界最高の攻撃魔法を見たことがあるか？」と瞬時に制圧する。
窮地を脱して内部を粛清した事件の黒幕ノトの下に、一番弟子のソフィアが帰ってくる。再起を期して状況を説明するノトだが、千変万化の名を聞いたソフィアの様子がおかしいことに気付く。
帝都に戻ったガーグは事件の真相を聞き出そうとクライを問い詰めるが、クライは「助けが必要」とシトリーの名を挙げ「多分そろそろ帰ってくるんじゃないかな」と告げる。その言葉通り、シトリーは犯人を捕縛して帰ってきた。

### 第三部（書籍版 第3巻)
以前に使っていた仮面型宝具と、そっくりな宝具を馴染みの宝具店で見つけたクライ。どうしても欲しいと金策に奔走するが、それは予期せぬ波紋を周囲に広げていく。所有者（竜殺しのレベル7ハンター）との直接交渉は失敗、やむなくオークションでの落札を目指すが、アークに心酔した大貴族令嬢（エクレール嬢）がそれを阻止しようと参戦してくる。
そしてゼブルディアオークションが幕を開け、次々に落札されていく宝具を眺めていたクライの目の前に、見覚えのある巨大なゴーレムが現れる。それは幼馴染の友人の思い入れのある品だった。
オークションの後、クライはアークに「行けばすべてわかる」とエクレール嬢のもとに向かわせる。一方、千変万化に敗北感を募らせるエクレール嬢に仮面が語りかけていた。「力が、欲しいか？」と。エクレール嬢の脳裏にクライの言葉「あれは危険な宝具だよ」が蘇る。
そして館に到着したアークの前に、仮面のエクレール嬢が現れる。何とか宥めようとするアークだが、エクレール嬢の目はアークの愛剣「ヒストリア」で止まり、アークの脳裏にクライの言葉「（剣は）むしろ持っていかない方がいいと思う。」が浮かぶ。その頃クライは、アークの帰りを待ちわびつつ、歓迎会の準備に勤しんでいた。

### 第四部（書籍版 第4巻 - 第5巻)
大貴族からの指名依頼に皇帝からの「白剣の集い」招待、さらにアーノルドとの確執が重なり、クライはバカンスに行く（逃げる）ことを決める。途中で宝物殿攻略中の嘆きの亡霊と合流して、のんびりと温泉を楽しむ予定だった。
しかし帝都を出た一行に、千の試練が次々に襲い掛かる。それらをアーノルドに擦り付けつつ先に進むが、アーノルドは追跡を諦めず、嘆きの亡霊とは合流できず、さらに凶悪な大盗賊団が千変万化の動きに反応して蠢動を始めていた。
目的の温泉地に着き、のんびりと温泉に浸るクライ。満身創痍でたどり着いたアーノルドとは和解したが、さらに複数の集団がその温泉地を目指していた。仮面の宝具により三百人規模の接近を知ったクライは、「盗賊団は百人規模だから、残りは追跡中の騎士団」と思い込むが、それは三百人規模の盗賊団であった。そして町が盗賊団に制圧されかけた時、新たな集団が到着する。
突如として蛙になるティノ。蛙になった仲間を持って駆け込んでくるアーノルド。そしてシトリーが「クライさん、大変です…………ルシアちゃんが、かんかんです。」と告げる。

### 第五部（書籍版 第6巻)
バカンスから戻ったクライを待っていたのは、所々破壊された帝都と終わったはずの白剣の集い。留守中に勃発した魔杖vsアカシャの塔の闘いにより、白剣の集いは延期されていたのだった。やむなく白剣の集いに参加したクライは、成り行きで皇帝の護衛を受けることになる。
臨時の護衛パーティを組んで「砂の国」トアイザントへと向かう一行に、皇帝暗殺を目論む犯罪組織「九尾の影狐」が襲い掛かり、「お化け部隊」が暗躍する。そして狐（刺客）がその正体を現した瞬間、クライはより強大な狐に取り込まれたことを知る。
クリュスを連れて伝説の宝物殿に乗り込むクライ。「握手」を求める幻影は孤面を残し、「油揚げ」を要求する妹狐は地に倒れ、「一番大事な物」を要求する兄狐に案内されて再会した神から「これは……遭遇ではない」と告げられる。
クライはその意味を悟り一行は開放されたが、同時に大破していた飛行船は自由落下を始めた。

### 第六部（書籍版 第7巻)
護衛依頼の追加報酬として武術大会「武帝祭」のプラチナチケットを貰ったクライは、特等席での観戦を思い浮かべ小躍りする。しかし周囲は皇帝暗殺を企てた九尾の影狐殲滅へと動き出していた。そんな物騒な動きから逃れるべく急いで武帝祭の開催地に向かうクライだったが、いつもの様に千の試練が発動する。
九尾の影狐による陰謀が進む中、クライ一行は自分の本物や狐面愛好会など愉快な仲間と出会い、謎の宝具を手に入れ、開催都市クリートに到着する。
しかしそこは、武帝祭出場のため名のあるハンターや武道家が集まると共に、それらを倒して名を上げようとする者、闇討ちしようとする者達も集まる無法地帯と化していた。探索者協会が九尾の影狐殲滅に動く中、犯罪組織から恨みを買いまくっているクライは、なぜか指示を求める狐面愛好会に犯罪組織掃討を依頼、さらに妹狐も合流して油揚げ作りを命令するなど混乱に拍車をかけていく。
そして武帝祭が開幕する。クライの初戦の相手は自分の本物＜雷帝＞クラヒ・アンドリッヒ。
皇帝を始め大群衆が注目する中、妹狐の介入に孤面のボスの乱入が重なる乱戦となり、最後に孤面のボスと1対1となったクライは宝具「大地の鍵」を発動する。その場の全員が大地の鍵を抑え込もうとする中、一人制御を試みるクライ。そして拮抗する力で大地の鍵は崩壊し、魔力を使い果たした孤面のボスを妹狐が逃がす。
が、窮地を脱したかに思われた孤面のボスの前に、別の孤面のボスが現れ粛清を告げる。

### 第七部（書籍版 第8巻 - 第9巻)
帝都に戻ったクライは、留守中にエリザから宝具が届いていたことに気づく。そしてルークが師匠の愛剣を折ったことを聞き、エリザの宝具にあった「深紅の剣」をお詫びとして師匠に贈るようルークに渡す。
時を同じくして帝国占星神秘術院が「帝都を覆う黒い影あり」と災厄予知を告げ、帝都を阿鼻叫喚の渦に巻き込む一連の呪物騒動（千の試練）が幕を開ける。さらにクライからの「呪物なう」に反応した妹狐も、雪辱を期して動き出す。
剣聖の道場を皮切りにゼブルディア魔術学院、プリムス魔導科学院と連鎖して、光霊教会で終息したかに思えた騒動は、妹狐から「呪物なう」が返されて反転する。
解放された伝説の大怨霊はたちまち帝都を覆い尽くすかに思われたが、なぜかクライのみを執拗に追い始め、逃げるクライは光霊教会から剣聖の道場まで一巡して出発点のクランハウスに戻ってくる。そしてみみっくんの内に避難したクライの目に前に、昼寝を貪る「放浪」のエリザが居た。

### 第八部（書籍版 第9巻 - 第10巻)
シェロの呪いを解いたクライは「真紅の精霊石」を返却するため、そして石化したルークを解呪してもらうため、聖地ユグドラを目指して出発する。
帝都を出た瞬間に発動する千の試練。魔王アドラー率いる「千鬼の夜行」の襲撃を退け、暴走した精霊から皇女を救出し、クライ一行はユグドラに到着する。しかしその地には宝物殿「源神殿」が顕現していた。
源神殿の神が覚醒し、世界を滅ぼすまでのタイムリミットは約百年。「あと百年」と聞いて「アークに丸投げ」を決めたクライはルークの解呪を進めようとしたが、それが可能な世界樹の麓を源神殿が占めていた。幻影の隙を突く作戦は失敗、シトリーの作戦もあっけなく破綻。ようやくクライによって源神殿へのマナ・マテリアル流入を阻害することに成功するが、消滅に向かうと思われていた未覚醒の神に魔王が襲い掛かり、状況は一変する。
当代の英雄と交わした契約を履行するため実体化した「仮面の神」ケラー、それを迎え撃つハンター・ユグドラの民。クライの煽りに耐えかねて乱入する妹狐。自身の眷属が人間（クライ）ごときに庇われた上に鉛の玉を撃ち込まれるに及び、遂に降臨する天の狐。
神々をも巻き込む千の試練がクライマックスを迎えた時、みみっくん内に退避したクライは昼寝を貪っていた。

### 第九部（書籍版 第11巻 - 第12巻)
ユグドラから帰還したクライを待っていたのは、レベル9昇格試験への推薦。自身の無力さから推薦を断るが、物見遊山で向かった探索者協会の本部で他国のレベル8と遭遇、成り行きでレベル9昇格試験を受けることになった。
試験内容は、宝具から生まれた高機動要塞都市コードに潜入して捕らわれの王族全員を保護すること。
他国のレベル8が入国早々に拘束される中、クラス1（最下級市民）となったクライは第二王女アリシャの近衛に採用され、クラス3（標準的な平民）・クラス6（貴族）と昇格し、捕らわれの「雷帝」を開放して他の王族の注目を集める。さらにアリシャの幽閉を解き、封印指定を仲間に加え、死にゆく王から後を託されクラス7（上級貴族）に上り詰める。
王の崩御により、後継者争いが始まる。最有力と見られていた第一王子アンガスは他の王族の支持を受けたアリシャに屈するが、突如として新たな候補者が現れ、王位継承戦が勃発する。拮抗するかに思えた戦いは裏切りによりアリシャ陣営不利に傾くが、異能発動を強要されたサヤが精神支配を脱して逆転する。一方、アリシャと玉座を目指したクライは後継者同士の一騎討ちの間に、単身玉座に到着する。
そこには見慣れた一本の杖。クライの手であるべき場所に刺された王杖は、コードのシャットダウンを告げた。

### 第十部
クライの起こした数々の騒動の後始末に追われる探索者協会は、「しばらく何もするな」とクライに謹慎を申し渡す。実態は補償付き休業であり、嬉々として受け入れるクライ。
そのころ帝都では大規模な「神隠し」が発覚、関係機関が調査を開始していた。ルシアも行方不明者の探索を師匠から依頼される。一方、謹慎中のクライはコードで入手したスマホで妹狐・兄狐に電話し、かつて帝都の場所に存在していた星神殿の神が幻影ではなく、「星の外」から来た本物の神である事を教えられる。

## 登場人物

### 嘆きの亡霊（ストレンジ・グリーフ）
クライ・アンドリヒ
声 - 小野賢章、藤村鼓乃美（幼少期）
本作の主人公。20歳、ハンターレベル8、公式の二つ名は「千変万化」。職業は不詳。
幼馴染たちと結成したパーティ「嘆きの亡霊」のリーダーにして、帝都有数のクラン「始まりの足跡」のマスター。
二つ名の意味は「神算鬼謀にして何者にもその手法、見定めること適わず」。驚異的な情報収集・分析能力と未来視に例えられる正確無比な予測により依頼達成率100％を誇り、すべての攻撃を弾き返す「絶対防御」を持つ、と評価されている。また何の前触れもなく周囲を窮地に陥れることが多々あるが、巻き込まれた者が死力を尽くせば乗り越えられることから、ギリギリの線を見極めて課してくる千の試練と言われている。
絶対防御と噂されるすべての攻撃を弾く能力は、宝具結界指を十数個装備することで実現している。これは高価な宝具を多数購入できる財力（貸してくれるシトリー）と膨大な魔力（チャージしてくれるルシア）、さらに防いでいる間に敵を倒すか逃げるか、あるいは攻撃が止む、といった事象がすべて揃って成り立つもの。
実態は、幼馴染たちが次々に才能を開花させていく中で当人曰く「何の才能もなく」、やる気を喪い引退を表明しても「役割がないならリーダーやれよ」と言われ、クラン創設もほぼメンバーが行い、適当に頷いていたらマスターになっていたという認識。巷で言われる千の試練も「ただ運が悪かっただけ」で、試練を課している意識は皆無。ハンターの強さに直結するマナ・マテリアルの吸収率は自ら「ザル」と表現するほど低く、そのため他者が体調を崩すほどの高濃度環境（迷い宿やユグドラ）でも平然としていられる。
鈍感で無神経なところがあり、思い付きや能天気あるいは考えなしの言動により敵味方問わずトラブルに巻き込んだり誤解が生じて自滅に導いたり、煽りにしか聞こえず怒らせることが多々ある。そうした騒動が結果的には功績などにつながっているため、半信半疑ながら「千変万化には未来が見えている」との風評が立つことになる。
クライの特殊能力としては、「引き寄せる」力が挙げられる。まず周囲で発生した雷は自然発生か魔法かの区別なく、全てクライ目掛けて飛ぶ。帝都から出ると何かしらの襲撃を受けており、しかも雷精や迷い巨鬼など滅多に人前に現れない希少種が珍しくない。さらに温泉を掘ったら「地底人」が湧き、伝説の宝物殿「迷い宿」に2回取り込まれている。この力は嘆きの亡霊メンバーも熟知しており、「強敵と戦いたがる」ルークやリィズ、「レアアイテムが欲しい」シトリーがクライと一緒の行動を熱望する理由の一つとなっている。クライ自身もある程度（運の悪さを）自覚しており、クランハウスを出るだけでも護衛を欲しがる。
自分が無能であることを自覚しているため、どんなに馬鹿にされようと気にせず唯一の特技が土下座と公言している。また依頼や難件に遭遇しても自分に解決できる能力が無い事から、他者（主にクランメンバー）に任せる（丸投げする）のが基本となる。この丸投げが結果的に最適な人選となり千の試練の風評を生み出しているが、自分のせいで他人の命が失われることは嫌で、その際には自分で動こうとする程度の良識はある。
自身に魔法の才能がないのもあって、それに近い力を行使できる宝具のマニア。様々な宝具をお金に糸目をつけず収集しているため、有名クランのリーダーでありながらシトリーに借金をしている。
なお、作中での能力値は、潜在能力を開放する宝具で3-7点、コードの入国チェックで4点、共に異常なほど低い（一般人でも2桁、ハンターなら3桁以上）。
口癖は「ゲロ吐きそう」「うんうん、そうだね」。マスターになった後は宝物殿攻略に行くこともなくなり、クラン運営を口実にマスター室に引き籠って集めた宝具を磨きつつ、念願の引退生活を夢見ている。
『このライトノベルがすごい！』男性キャラクター部門の2025年版で10位を獲得している。
リィズ・スマート
声 - ファイルーズあい
ハンターレベル6、20歳。公式の二つ名は「絶影」。嘆きの亡霊の盗賊。シトリーの姉。
「影をも絶つ」神速を誇った初代「絶影」に弟子入りし、二つ名を継承した。
盗賊としては異常なほど戦闘能力が高く、かつ「ジェノサイドモンスター」の異称が付くほど好戦的で手が早く、パーティ内では常にルークと先陣争いをしている。戦闘方法は突出した速度・体術を駆使した打撃（殴る蹴る）が主なので「硬い」相手を苦手としている反面、本来近接戦闘職には鬼門の遠距離攻撃に対しては「嵐撃」スヴェンをして「当たらない」と言わしめる回避能力で無効化する。戦闘面ばかりが注目されてしまっているが、適正という点でいえば戦闘より盗賊スキル（開錠、罠関係）に秀でている。
クライの采配は絶対正しいと言い切り、自身の弟子であるティノにも徹底させている。本人は弟子としてティノを真面目に育てているが、その内容は自身も行っていたとはいえ拷問といえるレベルであるため慕われると同時に恐れられてもいる。
レベルが6なのはルークと同じく日頃の行いが悪すぎるため。異常状態中の白狼の巣は「ボスのレベルは推定7弱」とされたが、そのボスを瞬殺した上で「ボスなんて居たっけ？」「雑魚は覚えてない」と素で答えている。
クライから貰ったブーツ型宝具「天に至る起源（ハイエスト・ルーツ）」を常に装備している。
シトリー・スマート
声 - 小原好美
ハンターレベル2、19歳。公式の二つ名は「最低最悪（ディープ・ブラック）」。嘆きの亡霊の錬金術師。リィズの妹。
かつて「最優」と称され、最も賢者の石に近いと言われた錬金術師かつ（当時のパーティ内ではクライに次ぐ）レベル5ハンターであったが、某事件によるペナルティによりレベルダウン（-10）と不名誉な「二つ名」付与が課せられた（クライは今でも冤罪だと思っているが、当人曰く「次はもっと上手くやります」）。
主に事前準備で活躍する役割なので直接戦闘に加わる事は少ないが、強力な特製エクスプロージョン・ポーションなどで攻撃も可能。
パーティ運営ではクライの補佐役として議事進行役も果たす理性派だが、リィズやルークと共に暴走する場合も多々ある。錬金術を駆使した魔法薬や魔法生物の製造/販売を手広く行い、同時にプリムス魔導科学院を始め外部の複数の研究室に所属しており、様々な組織とのコネクションを有している。また各地にセーフハウスを持っている。
クライから貰った宝具「最高の水銃（パーフェクト・プレイ）」を所持しており、自作ポーションの散布用として重宝しているが、戦闘で使うには威力不足で使用する場面は滅多にない。職業柄パーティ随一のお金持ちで、宝具集めが趣味のクライが膨大な額の借金をしている。
キルキル君
声 - 古賀葵
シトリーの従者で（自称）魔法生物の剣士。
頭をリボンで止められた紙袋で隠した筋骨隆々とした逞しい戦士。頭部以外は真っ赤なブーメランパンツのみ着用。言葉は理解出来るものの、「キルキル」としかじゃべらない。
実体は、シトリーがペナルティを受ける原因となったサウスイステリア大監獄から脱獄した囚人達から作られた人造人間。
疲れ知らずで負傷も恐れない優れた戦士だがシトリーは出来に満足しておらず、ついアーノルド（竜殺しのレベル7）など優れた戦士を見つけると材料として観察してしまう。嘆きの亡霊の宝物殿攻略では主に荷物持ち。
ルーク・サイコル
声 - 天崎滉平、古木のぞみ（幼少期）
ハンターレベル6、20歳。公式の二つ名は「千剣」。嘆きの亡霊の剣士で、剣聖の弟子。自称「絶対神剣（テスタメント・ブレード）」
とにかく剣への情熱に溢れており、あらゆる流派を習得したがそれだけでは飽き足らず、独自流派「風流剣」を編み出した。また思考も偏っており、（パーティメンバーを除く）すべてを「切る」対象か否かで判断していると言っても過言ではなく、強い剣士を見れば即座に切りかかっても不思議ではない行動力を有する。切る対象に「戦う気がある」「強い相手」という前提（出来れば「剣士」希望）があるため、ぎりぎり周囲に許容されているに過ぎない危険人物。また、すべての行動が修行と化している。
レベルが6なのは日頃の行いが悪すぎるため。レベル8宝物殿「万魔の城」のボス（剣士）と1：1で戦い、初戦こそ惨敗したが（倒すまで帰らないと言っていたので）最終的に倒して攻略を終えている。また武帝祭では、曲者揃いの犯罪者組織との戦いを試合前の練習感覚で楽しんでいた。
クライをパーティリーダーにした張本人で、普段はクライにより実剣を禁止され木刀を持ち歩いているが、木刀でも実剣と平気で撃ち合える。
アンセム・スマート
声 - 杉田智和、森千早都（幼少期）
ハンターレベル7、21歳。公式の二つ名は「不動不変」。嘆きの亡霊の守護騎士。リィズ・シトリーの兄。
あらゆる攻撃・状態異常に耐性を獲得し、高い耐久性と4メートルの巨体を駆使した圧倒的破壊力を併せ持つ鉄壁の前衛。ただ、全力で暴れると攻撃精度が甘くなる欠点もある。また、治癒・回復魔法に対しても高い耐性があり、体中に古傷が残っている。
初心者のころから無茶ばかりするルークやリィズを治療し続けた癒しの技は四肢再生も可能な（生きていれば何とかなる）レベルに達し、温厚で公明正大な性格から神殿の厚い信頼を得ており、全身鎧型宝具「変幻自在の砦（フォーリナー・メイル）」を借与されている他、神殿の施設はアンセムのサイズに合わせて改修された。さらに神殿の強い要望によって、パーティ内ではクライに次ぐレベル7に到達している。
悪評高い嘆きの亡霊が世間に（辛うじて）許容されているのはアンセムの高い声望に負っている部分が多く、嘆きの亡霊の良心といわれている。妹（リィズ・シトリー）に甘いことが唯一の欠点。
ルシア・ロジェ
声 - 古賀葵
ハンターレベル6、19歳。公式の二つ名は「万象自在」。嘆きの亡霊の魔導師でクライの義理の妹だったが、成人を期に旧姓ロジェに戻した（当人曰く「元・義理の妹」、クライは反抗期だと思っている）。
絶大な魔力量と様々なオリジナル魔法の使い手で、ゼブルディア魔術学院にも籍を置いている。魔術学園内での評価は非常に高く、クライも学園内では「あのルシアの兄」という認識。
オリジナル魔法はクライが子供だった時に作った「（僕が考えた最強の）魔法書」に沿ったもので、それを実現させるために独学でオリジナル魔法を開発したことが二つ名の由来となった。魔力量はクライが所有する膨大な数の宝具をチャージすることで鍛えられた。さらに自身の魔力量でも足りない場合は、宝物殿「迷い宿」でクライが入手した「神狐の終尾」を装着することで（事実上）無限の魔力を行使可能。
外見は大人しめな黒髪淑女であるが、戦闘方法は強力な範囲攻撃魔法による遠距離からの先制攻撃を皮切りに、強力な範囲攻撃を絶え間なく浴びせることで前線の味方（アンセムなど）ごと敵を一方的に蹂躙・殲滅する超攻撃的スタイル。
レベルは6だが、ルークやリィズとは異なり関係者の評価・信頼も高く、7への昇格間近と言われている。クライと一緒の時は傍にいることが多く、すぐ暴走するルークやリィズ・シトリーの抑え役。
エリザ・ベック
ハンターレベル6、二つ名は「放浪（ロスト）」。褐色の肌を持つ砂漠精霊人。嘆きの亡霊の盗賊。
砂漠の宝物殿で行き倒れていた（実は寝ていた）所をクライと出会い、その場で勧誘されたパーティ唯一の途中参加者。性格は温厚でマイペース。そのマイペースぶりから、自分が怠けても周囲が気にならなくなるのではという目論見もあってクライに勧誘された。予想通りパーティにはすぐに馴染んだが、危機察知（回避）能力が非常に高いためトラブルを引き寄せる能力を持つクライとは滅多に会えない。そのためパーティがクライと一緒の時には、いつの間にか取り残されていることが多く、その時は一人で宝物殿に行き取得した宝具をクライに渡している（会えないので、マスター室に置いていく）。
実は砂漠精霊人はシェロの遺民であり、ユグドラから使命を与えられ「ある物」を探している。嘆きの亡霊に参加したのも「それ」を見つけるためであったが、使命が達成した後もパーティに参加している。

### 始まりの足跡（ファースト・ステップ）
ティノ・シェイド
声 - 久保田未夢
ハンターレベル4の帝都生まれの少女。16歳。職業は盗賊。
帝都にて血みどろの快進撃を始めた嘆きの亡霊と出会い、ハンターに憧れてメンバーのリィズの弟子となる。
現在はソロハンターとしてクラン「始まりの足跡」に所属し、嘆きの亡霊に加入することを目標としている。師匠リィズ譲りの速度と体術を駆使した近接戦闘に秀でており、純粋にソロでレベル4に到達した（クライ曰く）「化け物」の一人であるが、絶対的強者であるリィズや嘆きの亡霊メンバーと接しているため当人にその自覚はない。
クラン内ではリィズの弟子ということで「不憫な子」、クラン外では「可愛い猛獣」と扱われている。また、リィズの評価は戦闘センスは「自分より上」、盗賊スキルは「まだまだ」。
リィズによる教育やリィズの拷問レベルの修行からクライが助け舟をだすこともあってクライの熱烈な信奉者である。クライのことを「ますたぁ」と呼んで、口癖は「ますたぁは神」。
エヴァ・レンフィード
声 - 大地葉
始まりの足跡の副クランマスター（女性）。21歳。
クラン運営のためにスカウトした元商人（大商会の雇用人）で、何もしないクランマスター（クライ）に代わってクランの維持管理を一手に担っている才女。
商人時代の伝手とクランの資金力・影響力を使い帝都中に独自の情報網を構築、些細な変化も短時間で掌握することが可能な体制を築き上げたが、それすら上回る（様に思える）クライの言動に戸惑うことが多々あり、密かに囁かれている「千変万化には未来が見えている」との風評を信じている節がある。
アーク・ロダン
声 - 福山潤
ハンターレベル7、22歳。公式の二つ名は「銀星万雷」。「始まりの足跡」創始パーティの一つ「聖霊の御子」のリーダーで、聖剣「ヒストリア（歴史を拓く者）」の継承者。公正明大な正に英雄といえるほど高潔な人物。
勇者ソリス・ロダンに始まるハンターの名門ロダン家出身で、若くして剣と魔法を高レベルに両立させ「ソリス・ロダンの再来」と呼ばれ始めていた逸材。嘆きの亡霊（クライ）が台頭するまでは最強候補の筆頭とされており、周囲からはクライのライバルと目されているが当人は否定、関係を問われると「友人」としている。
クライからの信頼は非常に厚く「厄介事はアークに振ればすべて解決」と便利屋の様に思われているが、常に多忙なため求める場面に居ないことが多い。ただ千の試練は幾度も経験しており、それも単純な戦闘では解決しない（精神への負荷が重い）事柄となるため毎回苦労することになる。
十分な実力と実績に加え高い名声と周囲の信頼を得ており、レベル8目前と期待されている。
スヴェン・アンガー
声 - 木村良平
ハンターレベル6、25歳。公式の二つ名は「嵐撃」。職業は射手。「始まりの足跡」創始パーティの一つ「黒鉄十字」のリーダー。
年齢的にクライやアークたちの少し上で、ハンターには珍しい「弓使い」ということでクライやアークより下に見られがちだが決して劣ることはなく、レベル7目前と言われる実績・実力から黄金世代の代表格に数えられている。
クライからも「安定した常識人」として信頼されているが、当人はクライによる千の試練を幾つも経験しており、唐突に始まるそれを警戒している。
ラピス・フルゴル
声 - 白石晴香
ハンターレベル6。「始まりの足跡」創始パーティの一つ「星の聖雷」のリーダー。
精霊人の常として人間を見下している面はあるものの、自ら望んで人間社会で活動しているだけあって、精霊人としては人間を尊重している方である。
クリュス・アルゲン
声 - 芹澤優
ハンターレベル3、(人間換算で)15歳。金髪碧眼の精霊人（ノウブル）。星の聖雷の魔導師。
パーティ最年少メンバーで、一人だけ雷魔法が使えないが、精霊人が一般に苦手とする火魔法を苦にしないなど、少し変わっている面がある。クライが皇帝護衛のために結成した臨時パーティに（リーダーの命令で）参加、クライを「ヨワニンゲン」と呼び、クライからは「ツヨノウブル」と呼ばれる。これ以降、メンバーからはクライ贔屓と思われている。
敬語が巧く使えず口調は厳しめだが、文句を言いつつもクライからの依頼は断らない「良い子」。だが、クライからは「やや残念な子」と思われている。
金剛院灯火
ハンターレベル6。「始まりの足跡」創始パーティの一つ「灯火騎士団」のリーダー。職業は剣士（侍）。
「命は金で買える」を信条としている冷徹な実利派。剣の腕前は相当な物だが金にならない闘いはしない主義で、強い相手と戦いたがるルークが苦手としている。似たようなタイプのシトリーと馬が合う。
ライル
声 - 下崎紘史
ハンターレベル5、始まりの足跡のソロハンター。
創設メンバーではないがクラン内では古株の中堅という位置づけで、クライとも比較的親しい（名前を憶えている）一人。自他共に認めるクライから情報を引き出す役。レベル5になったのは最近で、実力的にはティノと同じかやや上と思われる。
タリア・ウィドマン
声 - 上田麗奈
ハンターレベル3、18歳。始まりの足跡の錬金術師。
錬金術師のハンターは非常に珍しく、クランハウスにはシトリー用の充実した錬金術の設備が揃っていることが、始まりの足跡を希望した理由となった。
同年代と思われるハンター達とパーティを組んでおり、同職のシトリーとも親しく、手が空いた時は手伝いをしている場面もある。
ユウ・シイラギ
ハンターレベル5、聖霊の御子の神官。最近加入した新人で、気弱で押しに弱いが芯は強い。
イザベラ・メルネス
声 - 佐伯伊織
ハンターレベル6、聖霊の御子の魔導師。嘆きの亡霊をライバル視しており、気の強さからルシアと張り合おうとするが相手にされない「可哀想な子」
アルメル・ヘルストレム
ハンターレベル6、聖霊の御子の剣士（武者）。クライ曰く「むしゃー」
ベネッタ・レイム
声 - 古木のぞみ
ハンターレベル6、聖霊の御子の盗賊。リィズによく絡まれて苦手にしている。
マリエッタ・ノーリ
声 - 藤村鼓乃美
黒金十字の魔導師。23歳。副リーダー的な立ち位置にある女性。魔導士としての力量はレベル相応だが、癒しの技が使える魔導士は珍しい。
ヘンリク・ヘフネル
声 - 伊藤昌弘
黒金十字の神官。17歳。最近パーティに参加したため、クライや嘆きの亡霊について詳しくない。

### 探索者協会
ガーク・ヴェルター
声 - 大塚明夫
探索者協会ゼブルディア支部の支部長で、現役時代は「戦鬼」の二つ名を持つハンターレベル7の戦士だった。
その実力とカリスマから引退後は請われて支部長となり、嘆きの亡霊が帝都に来た当初は6人掛かりでも相手にならなかった強者で、今でもハンター同士の喧嘩を腕力で鎮圧することが間々ある。そのため脳筋（強者が好き）なルークやリィズは比較的好意を持っている（手を出さないとは言っていない）が、やる気のないクライと騒動ばかり起こす嘆きの亡霊の被害者となることも多い。状況を把握しているあるいは結末が分かっている（実際は分かっていない）のにはぐらかしたり、自分をからかっているとしか思えないクライの言動には苛立つことが多い。
現役時代の槍斧型宝具「氷嵐戦牙」を今も所有しており、リィズに煽られて「白狼の巣」調査に同行し、「氷嵐戦牙」の特性が幻影を倒すきっかけとなった。
カイナ・ノス
声 - 道井悠
探索者協会ゼブルディア支部の副支部長（女性）。
ガークの補佐役であり、冷静に状況を判断しつつクライに煽られ激昂する上司の火消し役でもある。
クロエ・ヴェルター
声 - 天野聡美
探索者協会ゼブルディア支部の受付。ガークの姪で、クライ曰く「遺伝子が仕事をしていない」美貌の持ち主。受付という仕事柄荒くれ者のハンターに慣れており胆力もある。
元はハンター志望の剣士だったがルーク、クライによる「始まりの足跡」入団試験で不合格になり、ハンターへの道を諦めた。その経緯から、嘆きの亡霊や千変万化に強い興味を持つ。

### 闇鍋パーティ
ルーダ・ルンベック
声 - 関根明良
ハンターレベル3のソロハンター。19歳。ハンター歴の浅い女性の盗賊で、戦いを回避しつつ宝物殿攻略に挑むタイプ。
短期間のソロ活動でレベル3に到達した盗賊という点はティノに似ているが、その戦闘力は一般的な盗賊の範疇に収まる（陽動・牽制が主で打撃力に乏しい）。それゆえレベル3宝物殿「白狼の巣」のソロ攻略に行き詰まり、始まりの足跡主催のメンバー募集に参加し、偶々クライと出会い、先輩風を吹かすグレックと揉め、年下で身の程知らずなギルベルトが自分より高レベルと知りショックを受ける。
後にバカンスに出たクライ一行の後を追った時には、レベル4に昇格している。「白狼の巣」で一緒になったティノとは、その後も友人関係が続いている。
グレッグ・ザンギフ
声 - 関幸司
ハンターレベル4のソロハンター。35歳。ハンター歴が長い熟練の剣士。
始まりの足跡主催のメンバー募集に参加し、偉そうな態度でルーダと揉めてクライに「グレック様」と覚えられた。暴言を吐くギルベルトを煽って騒動を盛り上げていた。
中堅ハンターとして安定した現状を内心では良しとせず、さらに上を目指すきっかけを求めて始まりの足跡主催のメンバー募集に参加した。
「白狼の巣」後もティノと繋がりがあり、ティノと一緒に参加したオークションでクライの代役として「ある物」を落札した。その後、ユグドラの皇女が帝都に来た際にはいち早く皇女をモデルにした縫いぐるみを手作りして、販売の許可を求めていた。
ギルベルト・ブッシュ
声 - 前田誠二
ハンターレベル4のハンター。15歳。宝具「煉獄剣」を持つ若き剣士。
新人で結成したパーティ「炎の烈風（クリムゾン・フレイム）」で活動を始めて半年余りでレベル4に達し、「黄金世代の第二陣」と注目を集めている。他メンバーが付いてこれなくなりパーティを脱退、より高レベルなパーティを求めて始まりの足跡主催のメンバー募集に参加した。
クライに「頭を下げればパーティに入ってやる」と言い放ち、弾指争奪戦でティノに一蹴される。「白狼の巣」から帰還した後は「煉獄剣」をクライに預け、「頭を下げて」元のパーティに復帰した。

### 霧の雷竜（フォーリン・ミスト）
アーノルド・ヘイル
声 - 稲田徹
ハンターレベル7、35歳。公式の二つ名は「轟雷破閃」。パーティ「霧の雷竜」のリーダー。
霧の国とも呼ばれる小国ネブラヌベス出身で、故国で雷竜討伐を達成してレベル7になった剣士。雷竜の骨から作った大剣を持つ。
故国ではこれ以上のレベルアップが難しいことから、パーティを率いてゼブルディアに来た。寡黙だがカリスマ性に富んだ親分肌気質で、作中では格下のハンター（ルーダやギルベルトなど）と一緒になった際に、その気質が垣間見れる。
内心では小国の認定レベルが「ハンターの聖地」で通用するか不安があり、到着直後の酒場でリィズの洗礼（蹂躙）を受けたことで、不安を払しょくするため打倒千変万化（ガーグ曰く「リィズの飼い主」）に挑むことを決意する。
実力はレベル相応に高く、魔の山でリィズと対戦した時にはスピードに翻弄されてはいたものの高い耐久力と攻撃力で対抗、傍若無人で大抵のハンターを雑魚扱いするリィズをして、「普通。耐久と筋力に秀でた普通の剣士」と言わしめている。
エイ・ラリアー
声 - 赤澤涼太
ハンターレベル5の盗賊、30歳。霧の雷竜の副リーダー。
アーノルドとはパーティを組む前からの古い知り合いで、No.2として常にメンバーへの目配りが出来ており、戦闘でも連携の要となる技巧派。

### 魔杖（ヒドゥン・カース）
ローゼマリー・ピュロポス
ハンターレベル8、公式の二つ名は「深淵火滅」。炎の精霊を召喚することも出来る高名な魔導師。
名門クラン「魔杖」のマスターで、ゼブルディアに3人しかいないレベル8の一人。かつては相当に暴れていたと伝わり、今もハンターを続けられているのは「（被害者も証拠も何もかも）すべてを灰にしたから」とされ、「宝物殿を一つ焼き尽くした」という噂があるほど。クライは「燃やす婆さん」と呼び、ガークのように自分をからかっているとしか思えないクライの言動に苛立つことがしばしばある。
すでに前線からは退いたと言われているが「アカシャの塔」との抗争で大暴れし、直後の皇帝護衛パーティこそ謹慎中で断っているが、対「九尾の影狐」戦や呪物騒動でも嬉々として参戦している。
テルム・アポクリス
ハンターレベル7、公式の二つ名は「止水」。水の魔導師。
名門クラン「魔杖」の副マスターで、かつて「深淵火滅」とクランマスターの座を争ったライバル。二つ名は激しく流れ落ちる大滝の水を静止させた逸話から。レベル6宝物殿「水神の隠れ家」にて宝具「水神の加護」を手に入れ、水の魔法に限定すると水の精霊を使役する「万象自在」ルシアをも凌駕する。
冷静沈着で慎重な性格。同世代に「深淵火滅」と「大賢者」ノトがおり、常に比較されてきた不遇の天才。謹慎中で参加できない「深淵火滅」の推薦で、クライ率いる皇帝護衛パーティに参加する。

### 嘆きの悪霊（ストレンジ・フリーク）
クラヒ・アンドリッヒ
ハンターレベル6、自称の二つ名は「千天万花」。嘆きの悪霊のリーダーで魔導師。
英雄の魔法と呼ばれる雷魔法に特化した稀有な存在で、ソロハンターとして幾多の宝物殿を攻略して一部で「雷帝」と呼ばれ始めていたが、たまたまクール・サイコーと出会ってパーティを結成する。鍛え上げられた雷魔法の腕前は、パーティ結成時からパーティを組む必要がないレベルに達していた。ただ、ずっとソロだったためパーティ仲間が出来たことは純粋に嬉しいらしく、パーティやメンバーを本心から大事にしている。
性格は真面目だがマイペースで天然、頑固な面もあり他人の言うことを「聞いている様で聞いていない」タイプ。嘆きの亡霊や千変万化は自分たちの名が誤って伝わったものと認識しており、レベル8と言われることも「レベル8相当の実力者」と脳内変換している。
武帝祭でクライと知り合って、「僕の本物」とクランメンバーに紹介され大人気となる。初戦のクライ戦では妹狐や空狐の乱入もあって敗れ去るが、その実力の高さを大観衆の前で遺憾なく発揮した。
その後は魔法だけでなく肉体的にも鍛錬を重ねつつ武者修行を続け、高機動要塞都市コードを攻撃して監獄に収監される（収監時の総合評価は9760）。その後クライにより開放され、王位継承戦では空狐と共に剣狐・レベル8ハンター2名と対峙、空狐が裏切り1対4の窮地に陥る（当人曰く「これが、『千の試練』なのか！？」）。
クール・サイコー
ハンターレベルは不明、自称の二つ名は「先見」。嘆きの悪霊の頭脳となる（自称）剣士。クラヒと出会いパーティ結成に導いた張本人で、パーティ名や二つ名はクール発案。剣の腕前は「なぜか剣士を名乗っている」レベル。本名かどうかは不明。
エリザベス・スミャート（愛称「ズリィ」）
ハンターレベル3、自称の二つ名は「絶景」（胸は大きい）。嘆きの悪霊の盗賊。実力は鍵開けスキルがまあまあなレベル。クトリーとは赤の他人。本名かどうかは不明。
クトリー・スミャート
ハンターレベルは不明、自称の二つ名は「最低山脈」（胸はぺったんこ）。嘆きの悪霊の錬金術師。実力は粗悪ポーションで小金を稼ぐレベル。ズリィとは赤の他人。本名かどうかは不明。
ルシャ・アンドリッヒ
ハンターレベルは不明、自称の二つ名はまだない。嘆きの悪霊の魔導師（の卵）。クラヒを「お兄ちゃん」と呼ぶ少女で、実力はほぼ戦力外。クラヒとは赤の他人。本名かどうかは不明。
クラヒの前ではぶりっ子を演じており、クライの頼みでアリシャ王女に「おねだり」や「駄々こね」を伝授した際には当人的に羞恥心が刺激されたようで、「私これでも、けっこうお嬢様なんですよお？」と抵抗している。
エリーゼ・ペック
ハンターレベル4、自称の二つ名は「投降（ラスト）」。嘆きの悪霊の守護騎士。
武帝祭の後に加入した新人で、クラヒに次ぐ実力者。守護騎士になったのは「余り動かなくてもいいから」が理由で、所属していた教会で問題視されていた。クール曰く「名前が（エリザと）似ていたので」スカウトされたが、クライによると外見や雰囲気も似ている。
なお、自称の二つ名はコードでクライに聞かれた際に、クールが「そういう意味で言うなら」とその場で付けた。

### 皇帝護衛パーティ
ケチャチャッカ・ムンク
ハンターレベル6の呪術師。
最近帝都に来たばかりなのに、なぜか探索者協会の推薦リストに載っており、クライは名前のインパクトで即決した。
見るからに「怪しい呪術師」の格好をしており、「けけけけけ」「ひひひひひ」などの擬音混じりで話す。実は宝具「反竜の証」を隠し持っており、仲間内では「竜呼び」の二つ名で呼ばれている。
キルナイト・バージョンアルファ
声 - 古賀葵（キルキル君）
シトリーが連れてきた正体不明の戦士。パーティでは唯一の近接戦闘職。中身はキルキル君。

### レベル9昇進試験参加者
カイザー・ジグルド
ハンターレベル8、公式の二つ名は「破軍天舞」。ガリスタ支部所属のダンサー。
テンペスト・ダンシングというダンスとの融合技の使い手で、「十五の国の戦争を止めた」英雄。当人曰く、テンペスト・ダンシングは攻防一体型の多人数相手に特化した技で、弱点は「威力が控えめ」な点と狭い場所（踊るにはスペースが必要）。体術（踊り）と速度に秀でて硬い相手を苦手とする点などは、ややリィズに似たタイプ。
派手な外見と言動に似合わず事前の情報収集を怠らない頭脳派で、今回の昇進試験には通常と異なる違和感を感じている。また他国のレベル8ハンターにも精通しており、特にサヤに関しては「私が勝つだろうな。相性というやつ」と述べ、異能についての情報を持っている事を匂わせている。ただ実際に体験した昇進試験後は、「レベル9に在るべき、異質なもの」と見解を変えている。
コード入国時に無力化ガスにより拘束され、「懲罰の白面」を被らされてアンガス王子の支配下となる。王位継承戦ではケンビの指揮下で「雷帝」クラヒと戦ったがサヤにより精神支配から救出され、元アンガス陣営の戦力を制圧した。当初はレベル9昇格には意欲的だったが、昇格試験後は「（クライの辞退による）消去法でレベル9になるなんてまっぴらだ」と昇格辞退を表明した。
コード入国時の総合評価は12230で、コード史上最高値となった。
サヤ・クロミズ
ハンターレベル8、公式の二つ名は「夜宴祭殿（リトル・ウィッチ）」。テラス支部所属の異能者。
見た目は十代半ばから老いが止まっているが、実はカイザーより年上。十歳の時に「七日七晩戦い、魔法陣から湧き出す邪悪な軍勢を食い止め続けた」実績がある。
当人曰く、異能は夜しか発動できない。ただし、発動中は夜が継続される（七日七晩の意味）。
最初からソロで活動してきたため、千変万化が今もパーティを組んでいる事に興味津々で、依頼が終わったらパーティメンバーに紹介して貰う約束を交わした。
カイザーと同じくコード入国時に拘束されアンガス王子の支配下に置かれたが、王位継承戦で本来発動できない時間帯（朝）に異能発動を命令された事をきっかけに精神支配から脱する。そして空狐と剣狐を瞬時に無力化し、カイザーを開放した。これ以降、昼夜に関係なく発動が可能となるが、そのことで昇進に積極的だったテラス支部の支部長（養母）は一転して昇進に反対する事態となる。（「千変万化」が弱点を失くしてしまった、と言っている）
コード入国時の総合評価は「5500を少し超えた程度」（異能未発動時の数値）。
「さらさら」と名付けられた異能の詳細は不明。クライが襲われた際に発動した例から能力自体に自律性が見られるが、サヤが無力化ガスで意識を失うと消えてしまった。また精神支配されたサヤが発動した際には、指示もないのにサヤを精神支配から解放しており、独自の意思で動いていることがうかがえる。また作中では暗闇の中の無数の足型や手形として描写され、剣狐は「私達の側の能力」と評価し、クールも「明らかに人の味方ではない」と感じた。

### その他の人物
ノト・コクレア
声 - 松山鷹志
魔術結社「アカシャの塔」にて研究チームを主催する幹部。かつて「大賢者（マスター・メイガス）」と呼ばれた魔導師かつ錬金術師。65歳。
真理を求め「地脈操作に関する論文」を発表するも、ゼブルディアでは「マナ・マテリアルの人為的な操作」は十罪と呼ばれる最も重い罪の一つで追放となった。追放後も研究を続けるため弟子を率いて「アカシャの塔」に参加、密かにゼブルディアに戻って研究を再開させていた。
すでに研究は終盤に差し掛かっていたが、上層部からのある指示が運命を狂わせていく。
ソフィア・ブラック
声 - 上田麗奈
魔術結社「アカシャの塔」のノト・コクレア研究チームに所属する錬金術師。
チームに参加したのは3年前だがその優秀さから一番弟子に上り詰め、嘆きの亡霊にも負けないと豪語する巨大な陸戦型ゴーレム「アカシャ」の開発を主導した。
見た目は始まりの足跡の錬金術師タリアに似ており、白狼の巣事件時は研究チームを離れていたため「アカシャ」と嘆きの亡霊（クライとリィズ）の戦いには関与せず、それゆえ内通者を疑うノトの嫌疑を免れた。
エクレール・グラディス
声 - 菱川花菜
ゼブルディア帝国の名家グラディス伯爵家の令嬢、10歳。
勇者と呼ばれるアークに憧れて、自身の剣の腕前も年齢にしてはなかなかのもの。アークのライバルとされるクライには強い敵愾心を抱き、クライが欲しがる宝具をアークに贈ろうとオークションに参戦した。
護衛付きで宝物殿に入った経験はあるが、実力的にはハンター未満の一般人レベル。
ソーン・ロウウェル
帝都に道場を構える当代の剣聖。70歳。ルークの師匠。
剣聖の名に恥じない人徳者で無茶ばかりするルークを何とか導こうと努力しているが、見合い相手を切る・愛用の剣を折るなどの惨事も多く、クライに文句を言わないと気が済まない状況が多々ある。
若いころから（ハンターとして？）世界中を武者修行して回り、そのころ宝物殿で入手した「黒い杖」を秘蔵している。
今なお「最強の剣士」の名声は衰えず、ルークが持ち込んだ「深紅の魔剣」にも動じなかったが、「シェロの呪い」には抵抗できなかった。
セージ・クラスタ
ゼブルディア魔術学院の教授で、ルシアの師匠。
皇帝自ら招聘した「不滅」の二つ名を持つ半精霊人の魔導師。半精霊人は非常に珍しく、その存在は精霊人にとって禁忌となっている。
弟子の中でもルシアを高く評価しているが、クライに振り回されたルシアのとばっちりを受けることが多々あり、クライに言いたいことが溜まっている。
ニコラルフ・スモーキー
プリムス魔導科学院の学長で、シトリーの師匠。
長きにわたって学長の座を維持しつつ、貴族社会でも名が轟く怪物。弟子のシトリーを高く評価するとともにその本性にも気が付いており、若干の後悔はありつつもそれさえ利用しようと考える老獪な人物。
エドガー・ウィンウッド
帝都にある光霊教会を統括する神父で、アンセムの師匠。
アンセムを非常に信頼しており、教会が所蔵していた宝具の鎧を提供した人。温和な見た目に反して武闘派として知られる。何かと騒動を起こすクライを始め嘆きの亡霊の他メンバーを苦々しく思っており、出来ればパーティを抜けて教会専属になって欲しいと思っている。
初代「絶影」
非力な盗賊の弱点を克服するため、「影をも断つ」神速を成し遂げた偉人。リィズの師匠。
すでに二つ名をリィズに継承させて引退しているが、たまにリィズに稽古をつけることもあるし、リィズのことでクライに文句を言うこともある。

### 九尾の影狐（ナインテール・シャドウフォックス）
ソラ・ゾーロ
「九尾の影狐」に所属する狐神の巫女。古くから狐神（迷い宿の天の狐）を崇める神職の一族出身。
真面目で努力家だが登場時の仕事（ボスの真贋判定＝孤面の真贋判定）が初仕事で、本物の孤面を被ったクライをボスと認定した上に本物の孤（妹狐）が現れて油揚げを作らされるなど、立て続けに起こった予想外の事態に平静さを失って、状況に押し流されていく。
ガフ・シェンフェルダー
「九尾の影狐」の幹部（七尾）。
かつて「盗賊王」として各地を荒らしまわり、「九尾の影狐」の幹部として迎えられた。高い指揮能力で組織を統率する才に秀でている。
作戦中にたまたまボス（九尾）と遭遇したことで、進行中の作戦を大きく軌道修正する。さらにボスから孤面（ボスの証）を譲られ、自身がボスとして組織を率いることを決意する。
空狐
「九尾の影狐」のゼブルディアを含む地域のボス（九尾）。空属性の魔術を操る高位魔導師で、その能力は「雷帝」クラヒをも上回る。
ガフからの報告が現実と合致しなくなり、自ら調査に赴く。その結果千変万化の策略と考え、武帝祭のクライvsクラヒ戦に乱入する。「雷帝」クラヒと激戦を繰り広げ、さらにクライが発動させた「大地の鍵」を抑え込もうとして魔力欠乏となり、妹狐の助けで辛うじて会場から逃亡する。この際、「大地の鍵」を実際に発動させたのはクライなのだが周囲には空狐が発動させたと誤解され、「九尾の影狐」は周辺国家を敵に回すことになり、空狐管轄地域の組織がクライが原因で暴走したこともあって「九尾の影狐」にも裏切り者として認識されてしまった。
裏切り者の制裁に現れた剣狐に捕縛され、コード監獄の最下層に「封印指定」として収監された。クライに協力する約束で解放され王位継承戦で再び剣狐と対峙するが、最後はサヤの異能により拘束される。なお、コードの総合評価は12300。カイザーの12230を僅かだが超えて歴代最高となった。
ユグドラに源神殿が顕現した事は知らないが、世界のマナ・マテリアルが飽和している事には気付いており、「世界に変革期が訪れている」「この文明の終焉も近い」と語った。
剣狐 / ケンビ
「九尾の影狐」の他地域のボス（九尾）。
その名の通り、剣技に秀でた武闘派。全組織に関わる失態を演じた空狐の処分のため派遣された。
高機動要塞都市コードを組織に取り込うと、第一王子アンガスと組んで第三王子のモリス陣営に加わるが、モリス王子がアリシャ支持を決めるとアンガス陣営に移る。王位継承戦ではアリシャ陣営（雷帝・空狐）前に立ちはだかるが、最後はサヤの異能により拘束される。

### 迷い宿
妹狐
宝物殿「迷い宿」の幻影。クライを「危機感さん」（兄狐命名、危機感が欠如しているのが由来）と呼ぶ。
狐面を付けた金髪の少女の姿で、狐耳と尻尾が時々現れる。個性（食いしん坊）があり、言動も一致していることから、迷い宿では中位の存在と思われる。固有名は不詳（あるいは無く）、妹狐はクライの呼び名。
嘆きの亡霊が最初に迷い宿に迷い込んだ時に遭遇、「美味しい物」を要求してクライから「いなり寿司弁当」を貰い、以後「油揚げ」を要求するようになる。またクライと仲間（嘆きの亡霊メンバー）を攻撃しない条件で、二個目の「いなり寿司弁当」をゲットした。次にクライと出会った後、油揚げに釣られて人間社会に降りてくる。
特殊能力は「化かす」「心を読む」の二つ。超高位宝物殿の幻影なのでその気になれば単身で帝都や国を壊滅させられるが、孤神の眷属としての本能から「人間（クライ）を化かす」こと、そして食欲を満たすこと（油揚げを食べる）にしか興味がない。クライに渡したスマホは油揚げの袋を「化かした」物だが、最後までクライは気付かず、種明かしも出来ずに終わったため「化かした」ことにはならなかった。
人間社会に行くことは「人間との経験を積む」ため兄狐にも容認されていたが、呪物騒動では「（クライに）余りにも深く関わっている」と叱られ、ユグドラを去る場面では「（クライに関わるのは）腕を上げてからにしろ」と怒られている。
人間社会での経験（刺激）によるものか、ユグドラに現れた際には二本目の小さい尾が生えていた。
兄狐
宝物殿「迷い宿」の幻影の統率者。青い印のある孤面を被った青年の姿をしている。高度な知性を持ち侵入者への経験も豊富で、孤神と直接対話することが出来るNo.2。危機感のないクライを「危機感さん」と名付けた。
生まれつき知性を持ちながら外部からの刺激が無いため成長できない他の幻影（弟・妹）のため、ある程度の侵入者（人間との遭遇）を望んでいる。そのため妹狐が外に出ることも当初は容認していたが、最終的に「母（天の狐）降臨、尾を一本喪失」という事態となったため、迷い宿に連れ戻した。
天の狐
幻を司る神で、多くの尾を持つ巨大な狐形をしている。宝物殿のボスというより本体。正に神と呼ぶべき存在であり、自らの言葉にしか縛られない。兄狐曰く「我が母の力は星を欺く嘘」で、幻を現実に書き換えてしまう。妹狐同様心を読むことができる。
嘆きの亡霊が最初に遭遇した時には13尾だったが、クライと接触する度に尾（作品開始前と作中で計二本）を失い、さらにユグドラに降臨して「仮面の神」ケラーを倒したが、元々戦いは得意ではなく尻尾を一本潰されてしまった（この件で10尾となる）。心を読んでも悪意や意図がないため実質無効化され、自分たちを結果的に出し抜いてしまうクライは天敵と考え忌避している。
尾の数はマナ・マテリアルの蓄積量に比例しており減ることは大幅な弱体化と言えるが、時間経過と共にまた増えると思われ、犯罪組織「九尾の影狐」創設時はその名前から9本であったと推定されている。

### ユグドラ
セレン・ユグドラ・フレステル
世界樹と共にあるユグドラの皇女。高位精霊人（ハイ・ノウブル）の魔導師。
魔導師としての実力はユグドラでもトップクラスであるが、統治者としての立場故に源神殿突入を控えていた。
真面目で責任感が強く、顕現した源神殿に対抗すべく努力したがほとんどの戦士（魔導師）を失い、打つ手もなくなり追い詰められる。そんな危機的な状況下ではあるものの、シェロの遺民から「使命を果たした」との報告を受け、使命を課した者の責務からユグドラへ招き入れる。
源神殿が消滅した後、外部への門戸開放を決定。復興をルインに任せ（丸投げ）クライの居るゼブルディア帝都を（遊びに）訪れて国交樹立に向けた交渉を開始、さらにクライと共に探索者協会の本部に行くなど活発に活動している。
ルイン・セイントス・フレステル
高位精霊人。ユグドラ最高の魔導師で、セレンの師匠。源神殿が顕現した直後に、終焉のフィニスと共に攻略に挑んで未帰還となる。
クライが解き放った「黒き世界樹」により、ケラーの支配から解放されてユグドラに帰還を果たすが、その時目にした「快適な」セレンに衝撃を受ける。
フィニス
ユグドラを守護する三大精霊の一柱。終焉を司る存在で、すべての存在を「終わらせる」権能を有している。
その性格から精霊人との相性は悪いが、フィニス自身はユグドラに協力的で、ルインの源神殿攻略に同行して未帰還となる。
ミレス
ユグドラを守護する三大精霊の一柱。開闢を司る存在で、すべての存在を「始める」権能を有している。
常にユグドラの皇族と共にあった存在で、セレンがクライ一行を迎えに行く際にも同行したが、濃厚すぎるマナ・マテリアルのため自我を失ってしまった。自我を取り戻した後は、クライの持つ「みみっくん」に避難した。
ケラー
顕現した源神殿のボス。太古に存在した「仮面の神」の幻影。
元は人間であったが、特異な能力（アウターセンス）と卓越した戦闘センスで神を倒して神となった戦いの神。
クライがユグドラに着いた時点ではいまだ覚醒していなかったが、セレンの見立てでは「覚醒まで百年ぐらい」とのこと。未覚醒でも朧気ながら周囲の状況は把握しており、魔王の襲撃をきっかけとして当代の勇者（クライ）と契約を結び、源神殿を糧に無理やり実体化したが、理解不能な混乱の果てに降臨した「天の狐」との戦いに敗れて消滅した。

### 千鬼の夜行（ナイトパレード）
アドラー・ディズラード
太古の支配者の末裔を名乗る自称「魔王」。「千鬼の夜行」の主催者（リーダー）。
古くから続く導手の家系に生まれ、その力を存分に発揮させるため「千鬼の夜行」を作り上げた。
古代種で亜神ともいうべき「星喰百足」ユデンや唯一無二の現人鏡など、他に類を見ない強力or特殊な魔獣・魔物を指揮下に置いている。
ゼブルディアに現れた「黒い魔獣」の噂を聞き帝都近郊まで来たが、目的の魔獣はすでに消え去っており、ちょうど目の前に現れた高名な千変万化率いる嘆きの亡霊を襲う。痛烈に叩きのめされた後、クライを同じ導手と思い込み、紆余曲折の果てに神に勝負を挑み敗れ去る。
ユグドラから撤退した時には、今後は「人助けでもやろうか」と心境の変化を述べている。
ウーノ・シルバ
「千鬼の夜行」の導手で聖霊使い。空間を切り裂く特異な精霊「リッパー」を操る。アドラーの思い付きに対しては抑止役。
戦闘力は皆無であるが、リッパーの能力により、いつでも瞬時に撤退可能なことから、危険な任務に就かされることが多い。
クイント・ゲント
「千鬼の夜行」の導手で剣士。ダーク・サイクロプスのゾークを筆頭に多数の魔獣・魔物を指揮下に置き、数では千鬼の夜行の大半を占める。アドラーの思い付きに対しては迎合役。
剣士としての腕前に自信があったが、嘆きの亡霊戦ではリィズの速攻に対応できずに序盤で昏倒、愛剣を奪われてしまう。愛剣はその後、アドラーがクライに弟子入りした際に返してもらえた。

### 高機動要塞都市コード
クロス・コード
コードの王。死期が近いことを自覚している。
前回の王位継承戦は誰もルールが判らない状況で始まり、たまたま運よく王位を手に入れる。そのため次期王は運ではなく実力の優った者が王位に就くべきと考え、後継者争いに傍観の立場を取っている。また子供を5人設けたのも、互いに切磋琢磨して成長することを期待したため。
それまで無関心だったスペア（アリシャ）にかつての恋人の面影を見出し、クライを利用して幽閉を解除、崩御間際にクライをクラス7（上級貴族）に昇格させて後を託した。
アンガス・コード
第一王子。王位争いの最有力候補で、初代王の遺志を受け継ぎ世界征服を望んでいる。
リソースの大半を兵器開発に注ぎ、兵士として外部ハンターを積極的に迎い入れているが、実のところ妹弟と戦うことは望んでおらず、圧倒的な戦力差で戦うことなく屈服させるようと目論んでいる。
王の崩御に伴い妹弟に降伏を進めるが、全員のアリシャ支持を知ると（妹弟との戦いを避けるため）それに従う事を決断する。
ノーラ・コード
第一王女。負けず嫌いで勝気な性格から兄アンガスに強烈な対抗意識を持つ。
自エリア内の住民を鍛え上げることで高レベルハンター並みの兵士育成に成功、選抜者からなる騎士団の武力を背景に兄アンガスに対抗している。
外部ハンターには興味がないが唯一「雷帝」クラヒには執着しており、クライが雷帝を開放したことで協力関係を結び、「封印指定」の懐柔をクライに指示した。
アリシャとはすぐに意気投合したが、経験のない妹に対する姉としての感情に戸惑いを隠せず、王位が欲しいと駄々をこねたアリシャに「トニー、モリス、ザカリーを説得出来たら」と条件付きで認める。
トニー・コード
第二王子。陽気で気さくな楽天家で、貴族にも市民にも人気があり、無視できない数の支援者を得ている。
王位には執着しておらず、今の地位や支援者が守られれば誰が王位に就いても構わないというスタンス。一番有力なアンガス支持を見せているが、対抗馬の姉ノーラとの対立も避けている。
一部外部ハンターを近衛に取り込んでいたが、クライへの対応を巡って意見が合わず、多くのハンターがアンガス陣営に流出した。
クライに勧められて支配エリアに露店を許可して貨幣を流通させ、その結果の「街の賑わい」を楽しむなど為政者としての適正を見せている。アリシャに薦められて、クライの「プラン」に乗ることにする。
モリス・コード
第三王子。不利な立場から自身の生存を第一にしつつ、隙あらば王位を狙っている。
先行する兄姉に追いつくのは難しいためアンガス支持を表明しているが、一発逆転を狙って「決戦兵器」開発に全リソースを投入、王の崩御直前に完成する。
台風の目となったアリシャの動向を注視しており、最終的にアリシャ支持を決めたため決戦兵器（外殻）をケンビに破壊されたが、コアは王座を目指すアリシャに託された。
ザカリー・コード
第四王子。最も不利な立場から地下に潜伏し、武力による王位奪取を狙っている。
市民権を餌に下級民（クラス0）を組織化、切り札として「雷帝」を取り込もうとしていた。
元々、兄姉に対する劣等感から王位を求めていたため、自分以上に無力な妹のアリシャを「守るべき者」として受け入れ、クライの「プラン」に乗ることを決める。
アリシャ・コード
第二王女。とはいえ正確には王の実子ではなく、不慮の事故などで王の血統が絶えた場合の予備（スペア）として、貴族勢力の総意により王の遺伝子を基にコードが作成した一種の人造人間。
そのため権限のほとんどが凍結され、王や他の王族からは「スペア」として無視された存在。性格は素直で、外部から隔離されて育ったので世間知らずな面があるが、唯一の相手だったシステムの扱いについては精通している。クライの事は「変わった近衛」程度であったが某出来事以降は頼る様になり、「土下座」や「おねだり」「駄々こね」を習得した。
「システムの穴」を突いたクライにより幽閉から解放され、念願の外の世界を満喫するためザカリー・ノーラ・トニーを訪問する。王位継承戦ではジーン以外の兄姉の支持を受け、クライと共に王座を目指した。
コード崩壊後は、何も言わずに立ち去ったクライを捜す為に兄姉や旧コード市民と共にハンターとして世界を巡ると言っている。
ジーン・ゴートン / ジーン・コード
アンガス陣営の参謀。外部から来た元ハンターで、総合評価3000越えの強者。
アンガス陣営強化の立役者で信任も厚く、事実上兵力を統括する立場。
実は王の子で、アリシャ王女に屈したアンガスを見限り、その戦力を使って自らが王位を狙う。
母は精霊人で、王のかつての恋人だったことが後に判明。この人物は前回の王位継承戦時に探協の協力者となり、その際の争いで死亡したと思われる。ジーンの生まれはコード外と思われるが、探協にも当時の記録が無く経緯は不明。
ドンタン
レッドパーティ「ドンタンファミリー」のボス。「レベル6パーティを倒した事もある、武闘派」を称しており、コードの総合評価もそれなりに高い。
ファミリーには嘆きの亡霊に潰された犯罪組織の生き残りがおり、コード行きのバスが出る駅でクライを見つけて襲おうとして重傷を負う。
コードではアリシャの近衛にスカウトされるがクライが居たため撤退、トニー陣営の近衛となるがクライに対する対応で意見が合わず、最後はアンガス陣営に鞍替えする。
オリビア
アリシャ王女の侍従長で、クラス5。
監視のため貴族勢力から派遣された人物。基本的に中立の立場であるが、王位継承争いに無関心でもない。クライを近衛に採用し、不足した近衛の補充を指示してクラス3に昇格させた。が、指示をさぼっていたクライを首にしようとしてアリシャ王女を怒らせ、クラス1に降格させられる。
ただ侍従長なのは変わらず、コード崩壊後もジャンと共にアリシャ王女に従う。クライによりコードが崩壊しクライの地位が分かった後も、クライを何も考えてない無能と見抜いている。
ジャン
アリシャ王女の執事長で、クラス5
立場はオリビアと同じ。クライと接触する場面は少ないが、突然アリシャの幽閉を解いて王位継承者争いの台風の目に押上げ、いつの間にか自分たちより上（クラス6→7）に昇格したクライの存在に戸惑いを隠せない。

## 作中設定

### 組織

#### クラン・パーティ
始まりの足跡（ファースト・ステップ）
帝都で最も勢いのある新興クラン。嘆きの亡霊・聖霊の御子の他、黒鉄十字・星の聖雷・灯火騎士団など黄金世代を代表する若手パーティが名を連ねている。
創設時こそ若手の一流パーティやハンターに絞って勧誘したが、今では新人と言って良い年少ハンター（レベル3のタリアなど）も所属している。しかし「寄らば大樹」的なハンターはクライが課す千の試練に耐え切れず脱落し、残ったメンバーは千の試練を耐え抜いた「精鋭中の精鋭」と評価が高い。結果として規模は他の大クランに比べれば少な目。
エヴァを筆頭に事務方に専門の一般人を採用しているのも特徴とされ、ハンターが片手間でやっているような他クランより運営体制が整い、福利厚生も充実している。
嘆きの亡霊（ストレンジ・グリーフ）
略称は「嘆霊」（ストグリ）。クライと幼馴染5人（ルーク、リィズ、シトリー、アンセム、ルシア）が結成したパーティで、後に精霊人のエリザが加わる。
あまりに急な攻略（レベルアップ）ペースと、ちょっかいを掛けて来たレッドパーティ（犯罪組織）との苛烈な抗争で有名となる。物騒なパーティ名もあって、当初はレッドパーティと誤解されることもあったが、現在では「二つ名持ちのみで構成されたパーティ」として知られる様になっている。
すでにゼブルディアとその周辺では敵対する組織を悉く蹂躙し終え、残党や繋がりのある組織の反撃も徹底した殲滅戦で壊滅させ、もはや真面に敵対する組織は絶えて久しい。が、用心深く潜伏しつつ、隙あらば報復を望む組織は決して少なくない。
戦闘スタイルは徹頭徹尾、攻撃のみ。ルークとリィズが先陣を競って突入するのが常だが、相手と距離がある場合はルシアの魔法の方が早い。どんなに強力なボスもアンセムを抜くことは叶わず、どれほど多数の集団であっても、前線のメンバーごとルシアが絶え間なく浴びせかけ続ける強力な範囲魔法で殲滅する。大抵はこの4人で方が付く。
帝国内の主だった宝物殿を攻略し終え、物語の開始時は辺境にあるレベル8宝物殿「万魔の城」を攻略中で、クライ以外は帝都にいない。
聖霊の御子（アーク・ブレイブ）
アークがリーダーを務めるレベル7パーティ。優秀でバランスの取れたメンバーが揃っているが、アークを除くとライバルと目される嘆きの亡霊メンバーと比べ一段劣ると評価されており、それを自覚してか嘆きの亡霊に対抗心を持つメンバーも多い。直近でレベル7宝物殿「白亜の花園」の攻略に成功している。
アーク以外は女性（それも美女揃い）なため、ハーレムパーティとの陰口もある。
黒鉄十字（くろがねじゅうじ）
メンバー全員が癒しの魔法を使えるレベル6パーティで、パーティ名にもなっている黒鉄製の鎧で揃えている。宝物殿攻略より魔物討伐を得意とする武闘派として知られ、安定した戦闘スタイルから周囲の評価は高い。
アンセムの勧誘で始まりの足跡に参加。最近、回復専門の神官がメンバーに加わり、より安定度が増した。
星の聖雷（スターライト）
精霊人のみで結成された魔法使いのパーティ。
人間社会では数少ない精霊人は「（悪意無く）ナチュラルに人間を見下している」といわれ、マナの吸収率は低いが魔力に関しては人間を大きく凌駕する。精霊人のみで結成されたこのパーティも例外ではなく、突出した広域殲滅能力を誇るが依頼主（人間）とのトラブルも多く、協会からの認定レベルは低め。
また精霊人には魔法に秀でた者を尊重する気風があり、圧倒的魔力量とオリジナル魔法を持つルシアを認め、そのトレード権（正確には「交渉が出来る」権利）と引き換えに始まりの足跡に参加。
灯火騎士団（トーチ・ナイツ）
メンバーが20名を超える大規模パーティ。
傭兵団としても知られ、通常は賞金首を求めて各地を移動していることが多く、クラン本部がある帝都には偶に寄る程度。
シトリーの勧誘で始まりの足跡に参加し、クライとシトリーを気前の良いスポンサーと認識している。
霧の雷竜（フォーリン・ミスト）
霧の国と呼ばれる小国ネブラヌベスで結成された8人パーティ。
ネブラヌベスには宝物殿が少なく、レベル7に達したリーダー「轟雷破閃」アーノルド・ヘイルに率いられて高レベル宝物殿が多いゼブルディアに移動してきた。
故国では敵なしのトップパーティだったが、メンバー個々の実力はアーノルドを除くとそれほど高くなく、サブリーダーのエイが全体のバランスを調整して保っている。
嘆きの悪霊（ストレンジ・フリーク）
クールが主導して、クラヒをリーダーに結成したパーティ。嘆きの亡霊の偽物。
クールはクライと似た名前のクラヒとの出会いから思い付いたと思われ、その時点でクラヒが嘆きの亡霊や千変万化を知らなかったのも一因。
戦闘面ではクラヒだけと言って良く、後にコードでの（クラヒを除く）総合評価は「25-70程度」。最高値70程度（エリーゼ）でもハンターとしては強者とは言えず、まして最下位25（ルシャ？）は一般人レベル。
魔杖（ヒドゥン・カース）
帝都に本拠を構える名門クランで、特級の魔導師のみで構成されている。
現在はレベル8「深淵火滅」ローゼマリー・ピュロポスがクランマスターとして君臨し、レベル7「止水」テルム・アポクリスがサブマスターを務める。
クライが始まりの足跡を立ち上げた際、魔杖が当時勧誘していた星の聖雷を獲得（横取り）してしまい確執が生じている。また、詳細は不明ながらクランメンバーのアルトバラン（あーるん）とマリーは、クライと面識がある。
ハンター組織というより実践的な研究機関としての面が強く、そのためメンバーのレベルは実力に比べ低めと言われる。禁忌を犯した研究を続ける「アカシャの塔」撲滅に積極的。

#### 犯罪組織
アカシャの塔
豊富な資金力と組織力を背景に手段を問わず「世界の真理」を求め、優秀な魔術師を多く揃えて非合法な研究を進める魔術結社。
所属の各研究チームは他チームと切り離して運営されており、一つの研究チームに所属しても他チームの情報は得られない体制となっている。
クライは知らなかった（覚えていなかった）が敵性組織としてハンターには広く認知されており、賞金首を狙う高レベルハンターを何人も返り討ちにしている危険な組織。
九尾の影狐（ナインテール・シャドウフォックス）
亡国の諜報機関がルーツと言われている犯罪組織。
創設者は伝説の宝物殿「迷い宿」に遭遇して帰還したとされ、証として宝物殿内の幻影を倒した際に入手した「狐面」を持ち帰った。この「狐面」は現在でもボス（九尾）の地位を示す物として使われている。
世界各地に組織網を張り巡らす大組織に発展し、各国の調査にもその実態を隠し通している。また各地域を支配するボス（九尾）は、ハンターレベル10に匹敵する猛者と言われている。しかし、武帝祭での事件によりゼブルディアを含む地域の組織は混乱の末に壊滅的な打撃を受け、交渉の余地なく大陸すら滅ぼせる兵器（大地の鍵）を行使する危険な組織として認知されたことで帝国を始めとする各国での取り締まりが強化され、一部の協力者もその行為から離反するなど他の地域を含め組織全体が勢力の衰退に直面している。
バレル大盗賊団
国外からゼブルディアに移動してきた大盗賊団。メンバーは百人規模と見積もられていたが、実は三百人規模だった。
他国では国軍すら敗れた戦闘力を誇り、さらに強力な討伐隊が組織されると巧みに躱しつつ、小規模な部隊には躊躇なく襲い掛かる狡猾な面を持つ。また、高額の賞金目当てに狙った高レベルハンターが幾人も返り討ちに逢っている
帝国内では強力な騎士団を有するグラディス伯爵領で大暴れして伯爵からクライに討伐の指名依頼を出されたが、レベル8への指名依頼を素早く察知して行動を起こす。当初は帝国外に逃げる予定であったが、クライ一行から脱走したレッドハンター2名（シロとクロ）を偶々捕虜にして嘆きの亡霊メンバーと誤認したことから、温泉滞在中の千変万化襲撃へと方向転換、嘆きの亡霊によって一網打尽となる。

#### 国家
ゼブルディア帝国
国内に多数の宝物殿が存在し、「トレジャーハンターの聖地」と呼ばれている大国。
存在する宝物殿はレベル1から高レベルまで多種多様で、宝物殿の種類が乏しい周辺各国から各レベルのハンターが流入している。同時に挫折して他国に流出するハンターも多く、この地で長年活動しているだけでも精鋭と言われてもいる。レベルの高さは、レベル8が在籍する支部は珍しく最高位が7や6のことが多い中、（物語開始時）レベル9が1人、レベル8が3人、レベル7が5人と他を圧倒している。
帝都の場所にはかつてレベル10宝物殿が存在しており、空孤は「（宝物殿にいた）神を滅ぼせたわけではない」として、「かつて神の在った禁足地」にあるゼブルディアは「繁栄の代償を払う事になるだろう」と警告している。
「砂の国」トアイザント
ゼブルディアの隣国。国土の大半を砂漠が占め、点在するオアシス都市により形成されている。
国内の宝物殿は高レベルばかりで、自国内でハンターを育成することは難く、都市人口もオアシスの規模により制限され、国力の発展を妨げている。
そのため、長年マナ・マテリアルを使った国土緑化（地脈に沿った緑地形成）に取り組んでいるが、芳しい成果は出ていなかった。最近になって有名な某レベル8ハンターが訪れたことにより、状況は急展開することになる。
ユグドラ
高位精霊人が住まうとされる伝説の国。世界各地にいる精霊人のルーツ。
有名ではあるものの誰も見たことのない都市であり、一般の精霊人であっても訪れた者は極少。世界樹と共にあるとされ、周囲は世界樹に流れ込む強力なマナ・マテリアルにより強化された幻獣・魔獣によって守護されているため、招かれない限りたどり着けないとされる。
この鎖国政策は、いつか世界樹の麓に顕現すると伝わる源神殿による脅威を（パニックを起こさない様に）世界から隠すためであり、多くの精霊人がユグドラを出て世界各地に分散したのも、その脅威から少しでも同胞を逃すためであった。
そのため顕現した源神殿が消滅した後は、一転開放政策に切り替わった。
高機動要塞都市コード
ある宝物殿で発見された未知の装置「都市の種」を起動したことで誕生した、高度物理文明時代の都市。
起動したレッドハンターが王（クラス9；下記参照）となり、周辺の全国家に対して侵略戦争を起こし、探索者協会から派遣された精鋭ハンターも壊滅させたが、その際に都市の移動機能が破壊される。そして射程圏内の国が滅んで事態はいったん終息する。
その百年後、亡命者からの情報で王の死による後継者争いが発生したことが知られ、探索者協会による第二次攻略隊が急派されるが全員未帰還となる。
そして現在、二代目の王の死期が近づき、後継候補アンガス王子の策で探協に情報を流して高レベルハンターを呼び寄せるが、「千変万化」によりシャットダウンされて消滅した。
実は起動キーとなる王杖から、王にのみ高度物理文明時代の記憶が伝えられる。記憶を伝えられた初代王はいつか顕現する天敵に備えるため、本来はレジャー用途と思われる個人用浮遊都市を本物の高機動要塞都市を模した形に無理やり拡張、周囲の国々を支配下に置いて迎撃体制を築こうとしたのが真相。
シャットダウンは所有者あるいは相続人（王/王族)以外が操作したことで、セキュリティシステムによって保全処理が実行されたと思われる。後始末に追われる探索者協会も、将来的にコードを再現することが可能と考えている。
王命（グランド・コード）
王（クラス9）が、その任期中に一度だけ発令することが出来る命令（ルール）。
この命令を使って初代王は「本物の高機動要塞都市を模した都市＝コード」を作り出し、二代目の現王は侵入したハンターを排除するため「魔法の禁止（無効化）」を定めた。
これらの例から発令した王が亡くなっても命令は残り、取り消すには新たな王命が必要と思われる。また魔法禁止と言っても発動後に急速に減衰して実質「無効化」されるだけで、魔法の発動自体が出来ないといった万能性は持たない。
クラス
都市システムで規定されている序列。王（クラス9）を頂点に、王族（クラス8）・上級貴族（クラス7）・貴族（クラス6）・市民（クラス5-1）となる。
上位者による下位者の昇格・降格も可能で、昇格上限は自身のクラス-2まで。そのため上級貴族は王が、貴族は王と王族が任命できる。王族は王の血統であり、王になるには王族が必須条件。また初期の市民（滅んだ周辺国の民）はほぼクラス3以上に昇格しており、（降格者を除くと）クラス1-2は最近流入した者となる。
市民（クラス1以上）になるにはカードが必須で、その発行権限はクラス7以上となる。カードがない者は下級民（クラス0）と呼ばれ、存在が許されないわけではないがシステムによる保護の対象外となり、罪を犯しても監獄には入れない（その場で排除）。そのため、外部の依頼により監獄に収監する場合（封印指定）もカードが発行される。
原型がレジャー用途である事から、所有者/家族（王/王族）、招待客/友人（上級貴族・貴族）、雇用者や出入り業者など（市民）を現わす区分と思われ、クラス0は積極的に排除していない点から、侵入者というより迷い込んだ部外者扱い。

#### その他の組織
探索者協会
トレジャーハンターの同業者組合。本部を頂点に世界各国に支部を持ち、レベル（ハンター・パーティ・クラン）の認定機関でもある。
所属すると会費やノルマなどの義務が課せられるが、依頼の斡旋や報酬管理の他に宝具や物資の売買サービスが受けられ、高い実績・貢献が認められれば（概ねレベル6-7で）「二つ名」が付与される。
各支部が単独で認定できるのはレベル6まで、それ以上は他支部の賛同が必要など条件が非常に厳しくなる。また各支部間で基準が完全に同一に保たれている訳ではなく、ハンター数や高レベルハンターが少ない支部ではハードルが低いと噂されており、クライが所属しているゼブルディアはその点で最もハードルが高い支部の一つとなる。
本部と各支部間は双方に十人づつの魔導師が協力して稼働する転移魔法陣により繋がっており、協会が認めた場合に利用可能。
千鬼の夜行（ナイトパレード）
アドラーと、アドラーによって見いだされた導手、およびその支配下にある魔獣・魔物によって構成された集団。
アドラーの性格上、単なる略奪や弱者への殺戮などに興味はなく、「より強い相手との戦い」や「より強い魔獣・魔物の獲得」を求めて各地を移動している。
集団が大きくなるにつれ他者との接触も避けられず、ハンターのみならず国軍規模の軍勢を蹴散らしたことがあるが、一般にはまだ存在を知られていない。
嘆きの亡霊との戦闘で多くの魔獣や魔物を喪うが、ユグドラ周辺で多くの幻獣や魔獣を支配下に置き再建。しかしその軍団も源神殿での戦いで壊滅する。
ユグドラを去る時には導手こそ生き残っていたが、現人鏡もリッパーも消耗し尽くし、最大の切り札ユデンも喪い、まともに活動可能なのは1体残っていたカード兵のみ。

### 宝物殿
星神殿
かつてゼブルディア帝国の現帝都の場所に存在していたレベル10の宝物殿。ボスは「異星の神」。
勇者ソリス・ロダンにより攻略され、それによりソリス・ロダンは「建国の英雄」とも呼ばれる。
「迷い宿」の兄狐によると「今もまだ戻っていないはず」とした上で、星神殿の主は幻影ではなく「星の外」からきた本物の神で、予想外の反撃に驚いて逃げただけ、とのこと。
聖王殿
10年ほど前まで存在したレベル10の宝物殿。ボスは「代行者」。
「最強のハンター」の一人、エクシード・ジークエンスが攻略に成功、現役では3人目のレベル10となった。
源神殿
存在が知られていないため、推定レベルも付けられていない宝物殿。高位精霊人に「星のマナ・マテリアルが飽和すると、世界樹の麓に顕現する」と伝わる。
これまで幾度か顕現して、その時々の文明を完全崩壊させて、次なる新たな世界を生み出した。顕現する神も、その時々で異なる。
高位精霊人がこの存在を知っている理由は不明。
迷い宿
存在が確認されていないため、推定レベルも付けられていない宝物殿。一般には伝説上の存在とされている。
通常の宝物殿はマナ・マテリアルが溜まった場所に顕現するが、迷い宿は先に神である「天の狐」が存在し、その身に内包するマナ・マテリアルの蓄積により周囲を異界（宝物殿）化して誕生した。そのため自由に移動が可能な点が大きく他と異なり、今だ未確認とされる所以でもある。
最初に遭遇した際の嘆きの亡霊メンバーが、文字通り手も足も出ない強力な幻影（孤面を被った人型）が多数住んでいる。幻影は知性があるため会話が可能で「心を読む」「嘘は言わない」といった特徴があるが、侵入者（知性体）が少ないため多くの幻影が未発達（没個性）のまま停滞しており、未熟な幻影になると言動が不一致となる場合（言葉を理解していないのであって、嘘を言っているのではない）も多い。神と同じく自らの言葉に縛られ、違反した場合はダメージを受ける。また、倒されると「孤面」を残す。
侵入者に対して特定のルール（適時変更される）に従う様に要求し、そのルールに従っている限り殺されることはなく生還も可能だが、拒否した場合は詳細不詳ながら争いとなる。また前述の様に「言葉を理解していない」未熟な者もおり、その場合はルールの要求なしに攻撃されることもある。
クライが最初に遭遇した時は土下座で生還を果たし、その後はクライと遭遇しない様に天空を高速移動するようになったが、それでもクライと遭遇してしまったことで現在どのような状態にあるかは不明。
第十部で兄狐が「我々は危機感さんの相手はしない事にした」と断言、さらに「危機感さんも三百年もすれば寿命で死ぬだろう」と言っている。
万魔の城（ナイト・パレス）
ゼブルディア帝国の辺境にあるレベル8の宝物殿。
帝国内でもトップクラスの難易度を誇り、幾多のハンターが見ただけで攻略を諦めたとされる。実際、事前情報を集めようとしても無いほど長く攻略を試みる者がいなかったが、物語開始時点で嘆きの亡霊が攻略に挑んでいた。幻影は主に騎士や兵士タイプで、ボス部屋にはルークが初戦で惨敗した凄腕の剣士が居る。
なお、宝物殿は放置されるとマナ・マテリアルの蓄積により強化されると作中で明示されていることから、長らく攻略を試みる者がいなかった万魔の城は認定レベル以上に強化している可能性がある。
白亜の花園（プリズム・ガーデン）
ゼブルディア帝国の帝都近郊にあるレベル7の宝物殿。
宝物殿全体に様々な花が咲き誇るが、その花粉は様々な状態異常を引き起こし、多重デバフに苦しむ中で強力な植物型幻影を襲ってくる。
「始まりの足跡」創設直後、メンバー間の親睦を深めるためクライが企画した花見会場にクランメンバーが到着した瞬間に顕現するという、史上稀な状況で誕生した（原因は地脈のズレ）。
その時の状況は今も語り継がれており、当初はクライを甘く見ていたメンバーが千の試練の恐ろしさを身をもって経験した事件であり、ほとんどのメンバーがなす術なく昏倒していく中で瞬時に対応して攻撃を開始した嘆きの亡霊メンバーが畏怖される契機ともなった。
後日嘆きの亡霊により攻略され、物語開始時点の直前に「聖霊の御子」も攻略に成功した。
白狼の巣
ゼブルディア帝国の帝都近郊（北部）にあるレベル3の宝物殿。
かつてシルバーウルフと呼ばれる中型狼の大規模コロニーがあった場所で、シルバーウルフは良質な毛皮目的にハンターにより狩りつくされて絶滅した。
絶滅の数年後、その跡地に宝物殿として顕現され、シルバーウルフを模した幻影が住む。実在時のシルバーウルフより強化された幻影は手強く、倒しても毛皮は残らず、宝具の出現もほとんど無いためハンターに不人気。
ルーダが攻略に挑んでいた時は特に異変はなく、攻略中断後にレベル5ハンターで「槍使い」として知られるロドルフ・ダヴー率いる5名が未帰還となる。この時の「ボスのレベルは推定7弱」であった。
古強者の練兵場
ゼブルディア帝国にあるレベル1の宝物殿。
ハンターになったばかりのギルベルトが最初に挑んだ場所で、宝具「煉獄剣」を入手した。
レベル1宝物殿は正に駆け出しのハンターが最初に訪れるタイプの宝物殿であり、通常「煉獄剣」のような強力な宝具が出現することはなく、ギルベルトが「黄金世代の第二陣」に相応しい「運」を持っている左証とされる。
アレイン円柱遺跡群
ゼブルディア帝国にあるレベル1の宝物殿。ボスはサンドゴーレム。
クライのリストには載ってなかったが、ティノの選択で「白狼の巣」から戻ったクライ達が訪れた宝物殿。後にクライのお気に入りとなる宝具「踊る光影」をティノが発見した。
周辺にはサイモス（強力な魔獣）が飛び交い、サンドラビット（弱い動物）の巣穴が多数ある。

### 用語
マナ・マテリアル
世界中に遍在するエネルギー。大気中にも僅かに存在しているが、主に地脈と呼ばれる流路を流れており、滞留した場所に宝物殿を顕現させる。一般には知られていないが、最終的にユグドラの世界樹に集り、そこからまた世界に放散される。
人間や魔獣・植物に吸収され、その量に応じて能力を向上させる。人間の場合は、向上する能力は自身で意識して決めることが可能。
トレジャーハンター
主に宝物殿攻略を行う探索者。他に魔物討伐や賞金稼ぎなどもハンターの仕事に入る。
ハンターの強さは吸収したマナ・マテリアルの量に比例すると云われ、吸収力や許容量には個人差があるが、吸収を繰り返すうちに上限は拡大し、逆にマナ・マテリアルが薄い都市部などに居続けると徐々に体内から減っていく。
高濃度の宝物殿に滞在したハンターは、「マナ・マテリアル酔い」を発症する場合がある。これは吸収力の高い人が許容量以上のマナ・マテリアルを吸収した場合に起きる症状で、許容量拡大時の副作用として知られるが、症状が酷い場合は動くことも難しくなる。
ハンターになった当初は新人同士でパーティを組み、メンバー間の実力差が顕著になると解散・再編を繰り返し、その過程で突出した者はソロになるのが一般的。
始まりの足跡主催のメンバー募集に集まった中堅3人（ルーダ・グレン・ギルベルト）の事情が代表例と言え、レベル8に達してなおパーティを組んでいるクライのような存在は珍しい。
探索者協会に所属している場合は会費やノルマが課せられるが、依頼の斡旋や報酬管理の他に宝具や物資の売買サービスが受けられ、ハンターレベルの認定や高い実績・貢献が認められれば（概ねレベル6-7で）「二つ名」が付与される。
凡そ7割のハンターが中堅と呼ばれるレベル3以内に留まっており、それ以上は努力に加え、特別な「才能」や「運」が必要とされる。
依頼や報酬の管理などを独自に運営可能な大規模クランとなると、探索者協会から離脱する場合もある。その場合、ハンターレベルや二つ名などの管理に関しては不明。
ハンターレベル
探索者協会が所属ハンターに認定する強さや信用度の指標。
レベルは1-10まであり、最高位のレベル10は世界に3人しかいない（レベル9は12人）。一般的にレベル3が中堅と呼ばれるが、探索者協会が区分まで規定している訳ではなく、始まりの足跡内ではレベル5でも中堅と呼ばれるなど相対的な意味しかない。
ハンターレベルを上げるには認定試験に合格する必要があり、試験を受けるには相応の実績が必要となる。一般にレベル上昇は社会的な信用度上昇に繋がるため、多くのハンターはレベル上げに積極的であるが、一部に消極的なハンターも居る。これは主に現状のレベルに満足しており、レベルアップによる義務が増える事を厭う中堅以上ハンターだが、高評価のハンターが相応しくないレベルに留まり続けるのは制度自体の評価を損ねるため、協会による強制レベルアップという制度もある（クライの場合は、ほぼすべてが強制レベルアップ）。
レッドハンター、レッドパーティ
幻影や魔獣との対決を諦めて、より容易で実入りの良い人間を標的に変えた者達の総称。
対人戦闘に特化し、さらに違法な手段も躊躇無く使うため、自身より上のレベルのハンターですら倒すことが多々ある。真っ当なハンターからは、敵に回せば強敵であり警戒すべき相手となるが、同時に「落伍者」として軽蔑される存在。
魔獣
マナ・マテリアルによって強化された獣の総称。
マナ・マテリアルが濃い場所に集まる習性があり、宝物殿周辺を強力な魔獣が縄張りにしていることが良くある。ただ宝物殿の幻影にとっても魔獣は排除対象であり、高レベル宝物殿の周囲など魔獣より強い幻影の活動範囲では駆除される。
宝物殿
世界中に遍在するマナ・マテリアルが何らかの理由で滞留し、飽和と呼べる濃度に達した場所に顕現する魔宮。
既知の宝物殿には探索者協会によりレベル（攻略するハンターに対する推奨レベルと同義）が付与され、未踏破の宝物殿には「推定レベル」が付けられる。ただし、探索者協会が宝物殿を管理している訳ではなく、時々甘く見た貴族が騎士団や軍を突入させたり、無謀な一般人が挑むなどの遭難事例が発生する（宝物殿を国家が管理下に置いている事例はある）。
内部はかつて存在した超文明を再現した環境に幻影が住み、侵入者を排除しようとする。攻略中のハンターが吸収することで内部のマナ・マテリアルは減少し、逆に攻略されない時期が長い宝物殿はマナ・マテリアルの蓄積により徐々に強化される。そのため、稀にレベルが変更されることもある。内部で宝箱や宝具が発見できる場合があり、それがトレジャーハンターの目的の一つとなっている。そのため、それ等の出現確率が低い宝物殿は人気が無く、挑む者も少なくなる。
文化や形態は千差万別ながら神殿型や城型は高難度とされ、殊に神殿型のボスは正しく「神」に等しい能力を持っているとされ、推定レベル10となる。
幻影
宝物殿内部にマナ・マテリアルによって生成された存在。宝物殿で再現された文明で、かつて実在した人や魔物などが再現されていると言われる。
宝物殿には必ずボスとなる幻影がおり、レベル1ではボスのみということもある。マナ・マテリアルが濃い宝物殿ほど強力な存在となり、内部への侵入者だけでなく周辺地域にも出現する様になる。また、知性を持った幻影も確認されており、連携した集団戦を挑んでくる場合もある。
倒されると基本はマナ・マテリアルに戻るだけであるが、稀に装備や体の一部が実体化したまま残る。
宝具
宝物殿で産み出され、発見される各種装備や道具。
使用するには性能に応じた魔力チャージが必要であり、使用しなくても自然減衰していく。主に武具類のような適時魔力の放出・停止を繰り返すタイプは減衰が早く、結界指や異郷への憧憬（リアライズ・アウター）のような1回ですべての魔力を放出するタイプの減衰は遅い傾向にあり、他に装備者の魔力を自動的（強制的）に吸い上げるタイプや魔力が尽きるまで外せないタイプなど、さまざまな形態がある。
種類は多種多様で出現に法則性はなく、基本は宝物殿と同じ文明系統（魔法系、科学系などがある）に属する物だが、稀に「外の宝具」と呼ばれる宝物殿とは異なる文明系統の宝具が見つかる場合もある。
現代の技術では再現不能な物が多く、有用な宝具は高値で取引されが意味不明レベルの屑宝具も多い。ただし、宝具鑑定は熟練の鑑定士にとっても難しく、鑑定不能となる率が高い。
一般的な経験則として、ハンターが装備する数は一つ、多くても自身でチャージ可能な範囲内が適正値とされており、クライが多数の結界指を用いても他者が気付かない（気付き難い）要因になっている。
世界樹
世界の中心に存在すると言われる巨大な樹。
世界中のマナ・マテリアルの地脈が最終的にたどり着く先であり、世界樹によって再び世界に放散されると考えられている。
呪物騒動に登場した「黒き世界樹」は世界樹を模倣しようとして作成された物だが、そもそも本物に触れた者も見た者もいない状況で作られているので、まったくの別物。

### 呪物
深紅の剣（宝具）
エリザが宝物殿から持ち帰った剣。クライからルークに剣聖に渡すように頼んだ。
クライやルークには何の影響もなかったが、剣聖の道場でこの剣を目にした門下生が魅了されて暴走、死者こそ出なかったが道場が半壊する大騒ぎとなった。
剣聖は精神修養も出来ているので魅了されることはなく、抜群の切れ味と綺麗な見た目の剣として使うことが可能。騒動後は、弟子の修練用に使われる。
黒き世界樹（宝具）
厄呪編纂図に「世界樹の代替品として生み出された」と記載がある魔法文明の遺産。
剣聖が武者修行中に見つけた「黒い杖」として長年死蔵していたが、深紅の剣の返礼としてクライに渡り、ルシアの師匠セージ・クラスタに贈られた。
世界樹は地脈からマナ・マテリアルを吸収するが、こちらは周囲の魔力を吸収して「四方千里を魔力の通らぬ魔術的不毛地帯」に変える。成長し終えると一輪の花が咲く。ゼブルディア魔術学院で咲いた花は直後に「深淵火滅」により焼滅させられたが、ユグドラで咲いた花はクライが回収した。
ストロベリー・ブレイズ（魔法薬）
強力な効能と危険性によって抹消された支配薬。見た目や匂いはいちごミルクに似ている。
かつて「三つの国を滅ぼし、周辺諸国が協力し製造方法と物と生み出した錬金術師の一族を完全に消し去った」と伝わる。
ゼブルディア魔術学院に創立以来ずっと秘匿されていたが、黒き世界樹騒動の時にクライが入手、自室の洗面台に流して下水道に廃棄する。
黒騎士（呪物）
リムス魔導科学院の学長ニコラルフ・スモーキーが所有していた「十字架のペンダント」に込められていた怨霊。
かつて主君を守り切れなかった愚直な騎士の怨念が宿っており、虐げられている弱者を守るために実体化する。そのため「古くから伝わる由緒正しいお守り」として受け継がれていた。
ニコラルフからシトリーへ、そしてクライに渡り、「マリンの慟哭」浄化に向かうアンセムの首に掛けられた。マリンの慟哭解呪の際に、マリンを虐げられた弱者と認めて顕現する。
マリンの慟哭（呪物）
ゼブルディアの神殿に封印されている（二番目に）最恐の呪物とされ、封印した際には神官13人が命を落としている。
かつて呪殺兵器を生み出そうとした某魔導師によって、蟲毒の犠牲となった少女マリンの怨霊。ボロボロになった熊の縫いぐるみが本体。「帝都を覆う黒い影」の正体と予想されたため教会主導で解呪が試みられる事になり、アンセムやアーク、ルシアや深淵火滅など実力者が集められるが、解呪は失敗して黒騎士と一緒に再封印された。その後、クライが大怨霊から逃げる途中で解放、最終的にクライ所有となる。
みみっくん（宝具）
一連の呪物騒動にひとり加われなかったリィズ用に、クライが教会から貰ってきた宝箱。
宝物殿で発見される宝箱は、通常発見者パーティの盗賊が開錠して中身を取り出す。しかし、盗賊が居ない場合などはそのままにすることがあり、教会の信徒には寄進する例もある。みみっくんもその一つで、教会の倉庫に長年死蔵されていた。
クランハウスのロビーでティノが鍵を開けると、その場にいたティノ・リィズ・エヴァなどを次々に収納した（クライは所有者と認識され免れる）。内部には神官が十数人住んでおり、クライにより救出されて神殿に戻った（みみっくんが置かれていた倉庫では、昔から見回りの神官が行方不明になることがあった）。
エヴァは時空鞄（マジックバック）と判断したが、それにしては内部空間が桁外れに広く（小世界というほどの空間で、村もあり空も見える）、収容物の重量は無効化された上に時間（劣化・老化）も停止しており、さらに必要に応じて手足が生えて収納や移動を自律的に行うなど、稀に見る高性能。またユグドラでは、マナ・マテリアルの影響を逃れるための避難場所として使われ、外部からの影響を遮断する能力も高い。（作者によると「シェルター」の宝具）
リィズはティノが天命の呪樹輪を見つけたこともあり、「私だけしょぼくない？」と不満気だった。
天命の呪樹輪（ハーミット・リング）
ティノが「みみっくん」内部で拾った木製の指輪。
昔の高位精霊人の巫女が修行用に作ったマジックアイテムで、「呪いを引き寄せる」効果がある。しかし、何人も命を落としたため今では使用する者はおらず、一部が外部に流出したため回収のため情報が人間社会の鑑定士に提供されていた。
装着したクライの感想は「付ける前から呪いが近寄って来る」から「今更」で、結局「大したものじゃなさそうでよかった」と結論付けている。
呪いの精霊石 / シェロの呪石（呪物）
かつて精霊人が住むある森が人間の襲撃を受け、その時に殺された精霊人の女王シェロの呪いが込められた真紅の精霊石。
高位精霊人の血を引く女王による「すべての人間に対する強い呪詛」は、都市や国家ごと滅ぼす事が可能。人間社会で多くの犠牲者を出したが、いつしか行方不明となり半ば伝説とされていた。
実は保持者が「迷い宿」に迷い込み、当時の契約（ルール）により没収されて今に至る（幻影は呪いの対象ではないため不活性化）。兄狐は「（母さんが言っていた）それは外界に在るべきだ、と」と述べ、「呪物なう」に反応した妹狐が持ち出し、クライが解放する。

### 宝具

#### クライ以外の嘆きの亡霊メンバー装備品
天に至る起源（ハイエスト・ルーツ）
リィズが装備するブーツ型。
何もない空間を「蹴る」事が出来るため、修練次第で立体機動が可能となる。待機形態もあるため、就寝時も含めリィズは常に装備している。
最高の水銃（パーフェクト・プレイ）
シトリーが所有する銃型。
空気中から水を補充できる水鉄砲。クライが水源を任意に変更できる事を発見し、その結果自作ポ:ーション散布用に重宝しているが、高レベル宝物殿の幻影相手の武器としては威力不足。
変幻自在の砦（フォーリナー・メイル）
アンセムが教会から貸与された全身鎧。
元々は装着者の体形に合わせて、鎧のサイズが変わる宝具とされていた。貸与後に（クライの調査により）装着時の体形を変更できる事が判明し、人間離れした体格のアンセムも通常の人間サイズになれる。ただし、兜まですべてを装着しないと効果を発揮できない点と、重さは変えられない（同じ体重がより狭い範囲に掛かる）のが欠点。
神孤の終尾
宝物殿「迷い宿」の神「天の狐」の13本目の尻尾。ルシアが所持し、普段は棒の先につけて（空を飛ぶ際の）箒としている。
最初に迷い宿に迷い込んだ時に、クライが天の狐から押し付けられて持ち帰った品（詳細は不詳）で、天の狐がその身に蓄積したマナ・マテリアルが凝縮して出来ている。
ルシアに渡され、実験の末に装着して魔力を引き出すことが可能となった。膨大な魔力を持つルシアがこれに頼る場面は少ないが、チャージ不可能とされた「大地の鍵」をチャージするなど、ほぼ無限の魔力が行使可能となる。ただ使用した場合は、使った分が補充されるまで外せなくなる。
二回目に迷い込んだ際にも1本（12本目）押し付けられたが、こちらは持て余した末にトアイザント国の緑化実験地に埋めてしまった。
（仮称）千剣の鞘
「千剣」ルークが所持する鞘型。大きさや形状に関わらず、剣を複数収めることが出来る。
とはいえ、ルークはクライから真剣を禁止されて木刀しか持っていないので、実剣が納められる事は滅多にない。

#### 装身具型
結界指（セーフ・リング）
防御結界を一瞬（長くても数秒）だけ生成して、装着者にダメージを与える攻撃を防ぐ指輪型。
多種多様な宝具の中では比較的知られた宝具で、蓄えた魔力を一気に放出して生成される結界の強度は非常に高く、現状これが突破された事例は確認されていない。しかし程度を問わず「ダメージを受ける」攻撃に対して自動で発動してしまい、単に「初撃を防げるだけ」で実用性は低いとの評価が定着している。（当たらない攻撃には反応しないが、容易に防げる攻撃にも反応する）
これは、宝物殿攻略には複数の幻影と何十回と戦闘する必要があり、「『最初の戦闘の最初の一撃』が防げても大して意味がない」と判断されたため。また売買価格は非常に高価で、さらに魔力チャージ量は魔法職でも負担となるほど多く、複数所持に対しては「『最初の一撃』が『最初の数回』に変わっても大差ないし、そも誰がチャージする（できる）？」となり、ほとんどのハンターは「そんな大金があるなら、もっと有用な宝具（装備）を買う」と考えた。
ハンターでは金銭的に余裕のある後衛職が、一般人では地位の高い王族や貴族が、万一の場合の「お守り」として1個所持するのが一般的。
発動条件は「装備者がダメージを受ける」ことで、装着者の防御力によって変わる。また「揺すぶり」や関節技などは発動しにくく、毒などの薬物や空気が無くなる・含まれる何かなど環境攻撃は防げない。
弾指（ショット・リング）
魔力弾を飛ばす指輪型。
発見数が多く、売買するとなるとそれなりな値段が付くが、魔力弾の威力は低く、ハンターが武器として使うことはない。魔力弾は属性により色とりどりの派手な見た目で飛び、中には麻痺属性の弾もあるなど、一般受けする品とも言える。
狗の鎖（ドッグズ・チェーン）
クライが所有する小型の狗を模した姿になる鎖型。
命令に従って自律的に動くが言葉は発せない。鎖なので装身具ではないが、クライは常に腰に巻いている。
鎖型の宝具はポピュラーで、象る姿は多種多様。馴染みの鑑定士マーチスは飛行可能な鳩型（ピジョンズ・チェーン）を持っており、クライと伝言のやり取りに使っている場面がある。
魔力が切れるまで疲れ知らずに動くことが可能だが、多くは幻影や魔獣と戦うほどの力はなく、お使いや雑用程度に使われる。
慈悲深き献身（ヒーリング・ホープ）
クライが所有する回復用の宝具で、銀製の十字架を付けたネックレス型。
回復用宝具は滅多に売りには出されない貴重品で、活動を開始した初期の頃に当時のパーティの全財産を叩いて購入した。部位欠損の復活などの高度な性能はないものの、苛烈な戦闘により怪我が絶えず、まだアンセムの癒しも未熟だった時代に大活躍した。今もクライが身に着けていることが多い。
梟の眼（オウルズ・アイ）
クライが所有する暗視能力を付与する指輪型。
身体能力が向上しているハンターは普通に暗闇でも見える者が多いが、クライは見えないのでほぼ常に身に着けている。
踊る光影（ミラージュ・フォーム）
クライが所有する、レベル１宝物殿「アレイン円柱遺跡群」でティノが発見した腕輪型。
立体的な映像を映し出すプロジェクター的な宝具で、装着者のイメージを基にした幻影を半径1m20cm程の周囲に発生させる。また幻影を範囲外に移動させると、消えてなくなる。
当初は「転換する人面」の代わりに顔や姿を変えようとしていたが、使い慣れた頃にはミニチュアの人形やドラゴンなどを複数出して遊んでいた。
異郷への憧憬（リアライズ・アウター）
「魔術に対して深い憧憬を抱いていた技術者が生み出した」道具の宝具で、魔術を一つ封入して任意に放出することが出来る。
封入された魔術を「そのまま」放出するので、封じた魔導師の力量により威力が変わる。また封入には、そのまま行使するのに比べ百倍の魔力が必要となる。魔術を封じ込める機能であることから、宝具に付き物の自然減衰が少ないのも特徴。
作中では装身具型（ペンダント、指輪）として登場したが、形状に制限はない。中核部分に独特の透明度を誇る水晶が嵌め込まれており、この水晶の大きさで封入可能な魔力上限が決まる。
第三の視界（サードビジョン）
クライが所有する宝具を通して見ることが出来るペンダント型。
嘆きの亡霊の面や孤面など、目の部分に穴が無い面を被った時に便利。ちなみに嘆きの亡霊の他メンバーは、仮面を被って（目が見えない状態で）も問題なく活動できる。
正しき銀の冠（シルバー・ブレス）
クライが所有する装着者に対して「影響を及ぼす薬物」を検知する指輪型。
検知すると色が黒ずみ、全体が熱を帯びるて知らせる。毒など薬物は結界指では防げないため、クライは常に装着している。反応基準は「装備者の認識」とされ、クライは「あらゆる薬物」を警戒しているので、魔法の毒物探知とは違った反応を示すこともある。
水神の加護
左右一対の腕輪型。「止水」テルムがレベル6宝物殿「水神の隠れ家」で手に入れた。
装備者に強い水属性の加護を与える宝具で、元々優れた水魔法の使い手であったテルムをレベル7まで押し上げた原動力。迷い宿に迷い込んだテルムは兄狐から「一番大事な物」としてこの宝具を要求され拒絶、現在も幻影と抗争中。書籍版では兄狐が知恵比べに負けた代償として「反竜の証」と共にクライの手に渡り、ルシアにプレゼントされた

#### 剣型
静寂の星（サイレント・エアー）
クライが所有する、幅広の透明な刀身に輝く星が散りばめられた非常に綺麗な剣。
剣としての特別な能力はなく、代わりに重さを自由に変えられる。武器としてみた場合、重さを戦闘中に変えるのは一見有効なようで、その実「使い熟す」のが非常に困難。
また剣を装備すれば、その他の装備した物品の重さも変更可能で、クライの場合は所持品や荷物が多い場合に（軽くするため）装備している。
煉獄剣
ギルベルトが宝物殿「古強者の練兵場」で発見した両手剣。
火属性付与と範囲拡張の能力があり、扱いも非常に素直で、ギルベルトが短期間でレベル4に駆け上がる原動力となった。
「白狼の巣」騒動の後は、クライが預かることになった。
ヒストリア（歴史を拓く者）
一般には「聖剣」と呼ばれる剣。勇者と呼ばれたソリス・ロダン以来ロダン家に継承され、現在はアークが所持している。
能力の詳細は不詳だが、登場場面（威力が足りない場面で「歴史が足りない」と言っている）から剣に「歴史」を貯めて、任意に放出すると思われる。
見た目は純白で、そこから「白剣の集い」の名称が生まれた。
大地の鍵
国宝として博物館に収蔵されていた剣型宝具。剣としては短くて軽く、バランス的に非常に使いづらい形状をしている。
実態は発動すると「世界を滅ぼす」とされる兵器で、名称等から大陸（あるいは世界）を瓦解させる規模の大地震（地殻崩壊）を引き起こすと思われる。ただし、精霊人百人でも足りないほどチャージ量が異常で、チャージには特殊な装置（宝具）が必要とされている。そのためチャージ装置を発見しない限り、事実上は無害とされていた。
博物館から賊により強奪され、「孤面愛好会」からクライに渡り、ルシアが「神孤の終尾」を使ってチャージしてしまう。武帝祭のクライと空孤の戦いの最中に発動するが、力の拮抗による負荷に耐えかねて宝具自体が崩壊する。

#### 杖型
丸い世界（ラウンド・ワールド）
クライが所有する先端に宝玉が浮いている荘厳な金属製。見た目通りに重く、魔法を補完する機能は皆無で、むしろ魔法を行使するには邪魔。
機能は翻訳。ただし特定の言葉を翻訳するのではなく、言葉（音）に込められた意思を翻訳する。そのため嘘を言っている場合は本音を翻訳するし、意思を持って発した擬音やうめき声でも翻訳可能。
高機動都市コードの王杖（起動キー）がこの杖と瓜二つで、手に取った時に「（読めなかった）文字が読めるようになった」ので、ほぼ同種の杖と思われる。
（仮称）雷帝の杖
＜雷帝＞クラヒが持っていた雷魔法に特化した杖。
雷魔法に特化しているため、それ以外の属性魔法はまともに使えない。武帝祭の後にルークに言い包められたクラヒからクライが預かることになり、その後ルシアに渡った。

#### 仮面型
仮面型は「顔を隠す」という形式から、人の精神に関与する物が多く、さらに能力は装着しないと判らない場合が多く、そのため鑑定不能になることが多い。
転換する人面（リバース・フェイス）
クライが所有していた顔を変えられる仮面型。習熟すると体形まで変更可能。
嘆きの亡霊が潰した盗賊団が所持しており、生き残りの自供により能力が判明、一時期お気に入りの宝具として多用していた。
理由は装着するとトラブルもなく単身で行動出来たからで、そこから装着者の外見だけでなく能力も覆い隠していたと思われる（クライは顔が変わったから、と思っている）。それもあってかメンバーには不評で、物語の開始前にリィズに破壊された。
進化する鬼面（オーバー・グリード）
クライが所有する生物の潜在能力を開放する仮面。
鑑定士は「鑑定不能」としたが、クライは見た目から「転換する人面」だと勝手に思い込んで、入手した直後に装着する。
機能を制御するため装着者と会話可能な水準の知性と知識を備え、ある程度は自律的行動が可能。「知識の蔵（ライブラリ）」（後述）と総称されるタイプに含まれる。
開放出来る能力には制限があり、クライは下限に届かず、リィズは上限を超え、それぞれ起動できなかった。起動例では、エクレール嬢が一般人から中位ハンタークラスに、ティノがリィズ相手にそれなりに戦えるレベルに、能力が向上した。
なお、クライの評価値は最初が7で、二回目が3（計測時の状態やモチベーションにより変動）。これはコード入国時の評価値4に近く、基準や方法が同一（同じ文明の産物）の可能性がある。

#### 衣服型
夜天の暗翼（ナイト・ハイカー）
クライが所有する黒い外套型で、装着者は超高速で空を飛ぶことが出来る。夜しか使えない点はまだしも、浮遊が出来ない、ブレーキがなくスピードも調整出来ない、方向転換もままならない、などの致命的な欠陥が多い。
発見したハンターが超高速で岩壁に激突して死亡した曰く付き。別名「人間ロケット」
完璧な休暇（パーフェクト・バケーション）
クライも所有する派手な柄のシャツ型（アロハシャツ）で、装着者は常に「快適」な気分で満たされる。また、セットとなるサンダル型宝具（ビーチサンダル）もあるらしい。
防御力は皆無とされ、他の衣服（防具）を重ね着した場合は効力を失うが、寒冷など苦痛や不快感を伴う環境は無効化され、精神的な悩みや鬱も「快適」さにより霧散してしまう。あまりに快適すぎて、脱げなくなった者もいるらしい。

#### その他の宝具
真実の涙（トゥルー・ティアーズ）
あらゆる虚偽を見抜く水晶玉型。正確には、対象者が虚偽と認識している場合に反応する。
帝国の秘宝として厳重な管理下にあり、重大な犯罪が疑われる場合にのみ使用が許可される。クライに対して何度か使用され、身の潔白を証明している。
愚か者の道標（ルーザーズ・サイン）
クライが所有する羅針盤の宝具。当初は危険な方向を指すと言われていたが、実は不幸になる方向を指し示す。
「危険な方向＝強敵に会える」と思ったルークやリィズが喜んで使ったが、現在は見ただけで嫌な顔をするほど嫌っている。
空飛ぶ絨毯（フライング・カーペット）
飛行型宝具の定番で、市場では常に高値で取引される。
クライが皇帝から貰った絨毯は意思を有しており、クライを乗せる事を断固拒否している。ただ、ティノの指示には従う。
時空鞄（マジックバック）
物理的な容量より多くの物資を収納できる宝具の総称。外観の形や大きさなどは様々。
ハンターだけでなく国家・商人にも非常に人気が高く、性能によって値段が跳ね上がる。用途は様々で、持ち運ぶ場合は重量軽減型に人気が集まるが、据置使用であれば容量が重視され、収容する物によっては時間停止が人気となる。
クライはポシェット型でチョコレート製品しか収納できないタイプを所有しているが、嘆きの亡霊としては所有していなかった（売りに出されること自体が稀なため）。また宝箱型の「みみっくん」は、これまで知られているマジックバックとしては規格外な性能となっている。
知識の蔵（ライブラリ）
現代とは異なる超文明時代の知識を得られる宝具の総称。
種類や外観などに決まりはなく、いずれかの超文明時代の知識を取得できることが判定基準とする。
一番有名な物は「砂の書」と呼ばれる書籍型で、当時の商品カタログと推定されている。このタイプの宝具は存在自体が希少で、今は廃棄されたり安値で取引されている屑宝具を一夜にして「有用で高価な宝具」に変える可能性を秘めており、実際「砂の書」はこれまでで一番高い値段で取引された宝具として有名。
反竜の証
呪術師のケチャチャッカが隠し持っている禍々しい漆黒の宝玉型。
宝具としては「竜の敵意を惹きつけること」だが、呪術との組み合わせにより、任意の対象を竜に襲わせることが可能となる。迷い宿に迷い込んだケチャチャッカは兄狐から「一番大事な物」としてこの宝具を要求されて拒絶、現在も幻影と抗争中。
黒堅定鞍（こっけんていあん）
クライが所有する黒革のような質感の鞍型で、外そうとしない限り外れない。
一見有用そうだが、普通の鞍もそう作っているので不人気。ただし、通常は鞍を付けられない箇所にも付けられるので、クライは自走出来る「みみっくん」に装着して騎乗した（乗り心地は最悪だが、完璧な休暇 -パーフェクト・バケーション- で無効化した）。

### 催事
白剣の集い
皇帝主催で年に1回行われる、ゼブルディア帝国で最も格式の高い会合。
アークの先祖（ソリス・ロダン）が現在の帝都近郊に存在していた宝物殿「星神殿」を攻略し、その功績から時の皇帝に呼ばれて謁見した事を起源とする。
会合の名称はソリス・ロダンの愛剣であり、今もロダン家に伝わる聖剣「ヒストリア（歴史を拓く者）」の外見（白い剣）からで、招待者（ハンター）に帯剣が許されている事を現している。
今では皇帝と帝国の重鎮達が一堂に揃って、帝国に貢献したハンターを謁見する場となり、招待されるハンターは名実ともに一流と認められる。
また、初回時に皇帝が息女（皇女）を侍女として参加させ、ソリス・ロダンが見破ったとする逸話から、今も皇女が侍女姿で参加する習わしが形式的に残っている。
実力も評判も高いアークは何年も前からの常連招待者で、クライの場合は悪評が祟って呼ばれていなかった。
武帝祭
年に一度、クリートで開催される武闘大会。優勝者は「武帝」と呼ばれる。
基本的に「何でもあり」な形式であり、武器や魔法の使用も許可され、禁止事項は「相手を殺さない」ことぐらいだが、結果的に死者が出る事も多々ある。とはいえ、かつて参加した「深淵火滅」は客席まで焼いたため出禁となった。
遮蔽物のない競技場にて1対1で行われるため、一般に近接戦に弱い（初動が遅い）魔導師には不利とされているが、威力のある魔法を速射・連射出来れば近接する前に倒すことも可能で、かつて「精霊人の英雄」（魔導師）が優勝したこともある。そのため、普段は人間社会の催し物に無関心な精霊人にも人気がある大会となっている。
世界的にも最大規模と呼べる大会であり、参加者のレベルは非常に高く、前年の優勝者（武帝）であっても新規出場者に敗れる大番狂わせも偶に起きる。出場者は様々な方法で選ばれるが、出場したことが一種のステータスになる。クライの場合は、ゼブルディア皇帝から（参加）チケットを貰っているので皇帝（国家）推薦枠という形での出場となる。
ゼブルディアオークション
帝都ゼブルディアで年に1回、国主導で一週間に渡り開催される大規模な競売。
美術品など一般的な出品もあるが、元々「ハンターの聖地」と呼ばれる帝都だけあって宝具の流通は他国と比べて遥かに多く、中にはオークションに備えて溜め込んでいる者もおり、それらが一斉に放出されオークションは宝具一色になる。
期間中は国内外から商人やハンターが集結し、さらに大勢の観光客が押し寄せ、まさしくお祭りのような賑わいとなる。

## 既刊一覧

### 小説
- 槻影（小説）・チーコ（イラスト） 『嘆きの亡霊は引退したい 〜最弱ハンターによる最強パーティ育成術〜』 マイクロマガジン社〈GCノベルズ〉、既刊12巻（2024年9月30日現在）
  1. 2018年8月30日発売[27]、ISBN 978-4-89637-813-9
  2. 2019年1月30日発売[28]、ISBN 978-4-89637-852-8
  3. 2019年8月30日発売[29]、ISBN 978-4-89637-912-9
  4. 2020年1月30日発売[30]、ISBN 978-4-89637-974-7
  5. 2020年8月31日発売[31]、ISBN 978-4-86716-047-3
  6. 2021年2月27日発売[32]、ISBN 978-4-86716-113-5
  7. 2021年8月30日発売[33]、ISBN 978-4-86716-174-6
  8. 2022年2月28日発売[34]、ISBN 978-4-86716-256-9
  9. 2022年10月28日発売[35]、ISBN 978-4-86716-357-3
  10. 2023年5月30日発売[36]、ISBN 978-4-86716-428-0
  11. 2024年2月29日発売[37]、ISBN 978-4-86716-539-3
  12. 2024年9月30日発売[38]、ISBN 978-4-86716-638-3

### 漫画
- 蛇野らい（著）・槻影（原作）・チーコ（キャラクター原案） 『嘆きの亡霊は引退したい 〜最弱ハンターによる最強パーティ育成術〜』 KADOKAWA〈電撃コミックスNEXT〉、既刊11巻（2025年4月25日現在）
  1. 2019年10月26日発売[39]、ISBN 978-4-04-912839-0
  2. 2020年3月27日発売[40]、ISBN 978-4-04-913116-1
  3. 2020年8月26日発売[41]、ISBN 978-4-04-913350-9
  4. 2021年2月27日発売[42]、ISBN 978-4-04-913652-4
  5. 2021年9月27日発売[43]、ISBN 978-4-04-913980-8
  6. 2021年9月27日発売[44]、ISBN 978-4-04-914314-0
  7. 2022年11月25日発売[45]、ISBN 978-4-04-914736-0
  8. 2023年8月25日発売[46]、ISBN 978-4-04-915223-4
  9. 2024年2月26日発売[47]、ISBN 978-4-04-915552-5
  10. 2024年9月27日発売[48]、ISBN 978-4-04-915990-5
  11. 2025年4月25日発売[49]、ISBN 978-4-04-916458-9

## テレビアニメ
2024年2月にテレビアニメ化が発表され、『嘆きの亡霊は引退したい』のタイトルで第1クールが同年10月から12月までTOKYO MXほかにて放送された。ナレーションはアンセム・スマート役の杉田智和。第1クール放送終了後、続編の制作決定が発表された。2025年10月より第2クールが放送予定。

### スタッフ
- 原作 - 槻影（GCノベルズ／マイクロマガジン社刊）[14]
- キャラクター原案 - チーコ[14]
- 監督・音響監督 - たかたまさひろ[14]
- シリーズ構成 - 白根秀樹[14]
- キャラクターデザイン - 五十内裕輔[14]、藤崎真吾[14]
- 美術監督 - 対馬里紗（草薙）[14]
- 美術設定 - 多田周平（草薙）[14]
- 色彩設計 - 古川篤史[14]
- 3Dディレクター - 伴善徳[14]
- 撮影監督 - 田中浩介[14]
- 編集 - 宇都宮正記[14]
- 音響制作 - セイバーリンクス[14]
- 音楽 - 佐高陵平[14]
- 音楽制作 - エイベックス・ピクチャーズ[14]
- プロデューサー - 倉島洋一、成田明浩、関戸公人、和田卓治、先川幸矢、可知秀幸
- アニメーションプロデューサー - 渡辺隆之
- アニメーションプロデュース - 遠心力
- アニメーション制作 - ゼロジー[14]
- 製作 - 「嘆きの亡霊」製作委員会

### 主題歌
「葛藤Tomorrow」
Lezelによる第1クールオープニングテーマ。作詞・作曲は松隈ケンタ、編曲はSCRAMBLES。
「すくりぃむ！」
P丸様。による第1クールエンディングテーマ。作詞・作曲・編曲はピノキオピー。

### 各話リスト
| 話数   | サブタイトル             | 脚本           | 絵コンテ       | 演出                             | 作画監督 | 総作画監督                    | 初放送日       |
| ------ | ------------------------ | -------------- | -------------- | -------------------------------- | --- | ----------------------------- | -------------- |
| 第01話 | 今日はこのまま帰りたい   | 白根秀樹       | たかたまさひろ | 志賀岳                           | 五十内裕輔 | 五十内裕輔                    | 2024年 10月1日 |
| 第02話 | ティノに任せてラクしたい | 白根秀樹       | 岩永大慈       | 近藤拓弥                         | 東出太 中原清隆 慧敏 明光 | 中原清隆                      | 10月8日        |
| 第03話 | まっすぐ空を飛んでみたい | 石橋大助       | 松尾慎         | 戸田武志                         | 河野しおり 鈴木美音織 | 阿部智之                      | 10月15日       |
| 第04話 | 謎の仮面は戦闘したい     | 白根秀樹       | 奥澤昭裕       | 清水翔吾 内堀雅人 たかたまさひろ | 樫内乃恵子 權容祥 Kwon EunJoo Kim sunmi Kim Jina Song JoonYoub Lee Minji Lee Yerin Hwang SuBeen BEEP スタジオBUS 01 ゼロワン | 中原清隆 KIM HanJu SongJiyeon | 10月22日       |
| 第05話 | 全部アークにまかせたい   | 石橋大助       | 西森章         | 志賀岳                           | 牧野太輔 | 五十内裕輔                    | 10月29日       |
| 第06話 | 指揮は取らずに寝ていたい | 佐多賢人       | 岩永大慈       | 浅見隆司                         | 河野しおり 鈴木美音織 | 阿部智之                      | 11月5日        |
| 第07話 | アカシャの塔は実験したい | たかたまさひろ | 松尾慎         | 志賀岳                           | 皆川祐輝 下谷美保 | 五十内裕輔                    | 11月12日       |
| 第08話 | 終わった頃に駆けつけたい | 白根秀樹       | 浅見隆司       | 中野敬太                         | 河野しおり 鈴木美音織 | 阿部智之                      | 11月19日       |
| 第09話 | 愛と平和を伝えたい       | 白根秀樹       | 松尾慎         | 李東益                           | 廣瀬督 權恩珠 金仙渼 金ジナ 道林秀 宋俊曄 李敏智 李昭賢 柳然晙 王秀嬪                                                        | 金漢柱 宋智軟 尹秀斌          | 11月26日       |
| 第10話 | 帝都でぶいぶい言わせたい | 佐多賢人       | 岩永大慈       | 神崎ユウジ                       | 權容祥 權恩珠 金仙渼 金ジナ 宋俊曄 李敏智 李昭賢 李睿潾 王秀嬪                                                               | 金漢柱 宋智軟 五十内裕輔      | 12月3日        |
| 第11話 | 霧の雷竜は復讐したい     | 石橋大助       | 浅見隆司       | 近藤拓弥                         | 鑫月 瑞木晶 廖家楽人 約拿单 孫仁義                                                                                           | 中原清隆 柴田篤史             | 12月10日       |
| 第12話 | 出来ることなら入手したい | 白根秀樹       | 岩永大慈       | 志賀岳                           | 下谷美保 皆川祐輝 | 五十内裕輔                    | 12月17日       |
| 第13話 | 何が何でも落札したい     | 白根秀樹       | 増田敏彦       | 神崎ユウジ                       | 權恩珠 金仙渼 金ジナ 李敏智 李睿潾 王秀嬪 StudioBus                                                                          | 宋智軟 五十内裕輔 StudioBus   | 12月24日       |

### 放送局
| 放送期間                 | 放送時間                     | 放送局     | 対象地域 | 備考                                            |
| ------------------------ | ---------------------------- | ---------- | -------- | ----------------------------------------------- |
| 2024年10月1日 - 12月24日 | 火曜 23:30 - 水曜 0:00       | TOKYO MX   | 東京都   | 製作参加 / 字幕放送                             |
|                          |                              | BS日テレ   | 日本全域 | 製作参加 / BS/BS4K放送 / 『アニメにむちゅ〜』枠 |
| 2024年10月2日 - 12月25日 | 水曜 1:00 - 1:30（火曜深夜） | サンテレビ | 兵庫県   |                                                 |
| 2024年10月3日 - 12月26日 | 木曜 23:30 - 金曜 0:00       | AT-X       | 日本全域 | CS放送 / 字幕放送 / リピート放送あり            |

| 配信開始日    | 配信時間        | 配信サイト                                                                 | 備考                 |
| ------------- | --------------- | -------------------------------------------------------------------------- | -------------------- |
| 2024年9月29日 | 日曜 23:00 更新 | ABEMA dアニメストア                                                        | 地上波先行・最速配信 |
| 2024年10月2日 | 水曜 23:30 更新 | Lemino アニメタイムズ DMM TV U-NEXT アニメ放題                             | 2次先行配信          |
| 2024年10月3日 | 木曜 23:30 更新 | Amazon Prime Video バンダイチャンネル FOD Hulu J:COM STREAM TELASA milplus | 一般配信             |

### BD
| 巻 | 発売日        | 収録話         | 規格品番   |
| -- | ------------- | -------------- | ---------- |
| 1  | 2025年1月29日 | 第1話 - 第6話  | EYXA-14565 |
| 2  | 2025年3月26日 | 第7話 - 第13話 | EYXA-14567 |

### CD
| 発売日         | タイトル                                               | 規格品番   |
| -------------- | ------------------------------------------------------ | ---------- |
| 2024年11月27日 | 嘆きの亡霊は引退したい OP・EDテーマ ソングコレクション | EYCA-14484 |